# Unruhen in Osttimor 2006

Lage Osttimors

Die Unruhen in Osttimor 2006 entzündeten sich am Protest von Soldaten, die aus dem Westen des Landes stammten. Neben den Auseinandersetzungen zwischen meuternden Soldaten, Polizisten und der Armee kam es zu ethnisch motivierten Kämpfen zwischen rivalisierenden, kriminellen Jugendbanden. Vor allem in der Landeshauptstadt Dili kam es zu Morden und Plünderungen, weswegen mehrere Staaten insgesamt über 3.000 Soldaten nach Osttimor schickten, um die öffentliche Ordnung wiederherzustellen. Als Folge der Unruhen trat Premierminister Marí Alkatiri auf Druck der Öffentlichkeit zurück. Nachdem das Land weiterhin nicht zur Ruhe kam, entsandten die Vereinten Nationen eine neue UN-Polizeimission nach Osttimor.

## Hintergründe

### Wirtschaftliche Probleme
Osttimor war 2006 das ärmste Land Asiens und vollständig abhängig von ausländischer Hilfe. 45 % der Menschen lebten unterhalb der Armutsgrenze. Mit einem durchschnittlichen Tagesverdienst von weniger als drei Euro und einer Arbeitslosenquote von 40 % in der ländlichen Region teilte sich Osttimor mit Ruanda Platz 158 auf einem UN-Entwicklungsindex, in dem 185 Länder aufgelistet sind. Nach einer Studie der UNO gingen nur 30 % der Jugendlichen zwischen 13 und 15 Jahren überhaupt zur Schule. Das Wirtschaftswachstum war niedrig und die regierenden Politiker standen in der Kritik. Die Reichtümer aus den Gas- und Erdölvorräten konnten bisher noch nicht ausgebeutet werden, um die leeren Staatskassen zu füllen. Infolgedessen war über einen längeren Zeitraum der Unmut in der Bevölkerung über die nicht stattfindenden Verbesserungen des allgemeinen Lebensstandards gewachsen.

### Kulturelle Spaltung des Landes

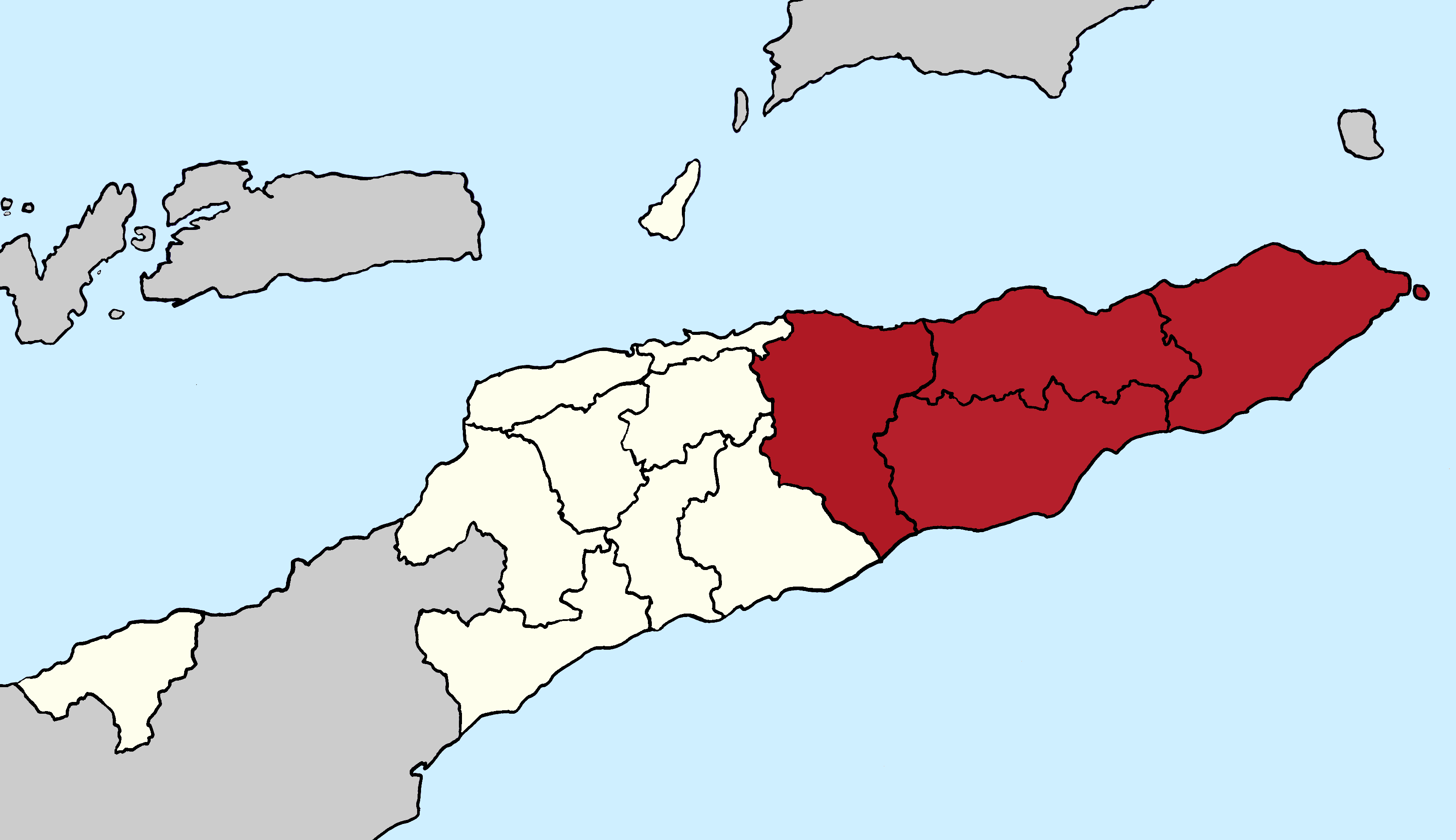
Die kulturellen Regionen Osttimors: Loro Munu (weiß) und Loro Sae (rot).

Die Unruhen von 2006 haben, trotz der starken Nationalbewegung, durch die das Land entstand, die Spaltung des Landes in einen Ost- und einen Westteil, die seit der Kolonialzeit besteht und einen deutlichen Einfluss auf das alltägliche Leben in Osttimor hat, wieder hervortreten lassen. Die westliche Bevölkerung aus Loro Munu wird Kaladi, die östliche aus Loro Sae wird Firaku genannt.
In ihrem kollektiven Bewusstsein sehen sich die Firaku, aus deren Reihen wichtige osttimoresische Persönlichkeiten aus dem Militär sowie der Präsident Xanana Gusmão entstammen, in der Rolle der „Befreier“ von der indonesischen Besatzung (1975–1999). Die Firaku werfen den Kaladi vor, mit der indonesischen Besatzungsmacht sympathisiert zu haben. Viele der Polizisten, die die Indonesier rekrutierten, waren Kaladi. Die UN und das unabhängige Osttimor übernahmen die meisten dieser Polizisten in ihren Dienst, woraus der schwelende Konflikt zwischen Polizei PNTL und Militär resultierte. Dili als Schmelztiegel der verschiedenen Ethnien und Gruppen des Landes wurde Schauplatz von regelmäßigen Straßenkämpfen zwischen Banden aus dem Osten und dem Westen.

### Premierminister Alkatiri und Präsident Gusmão

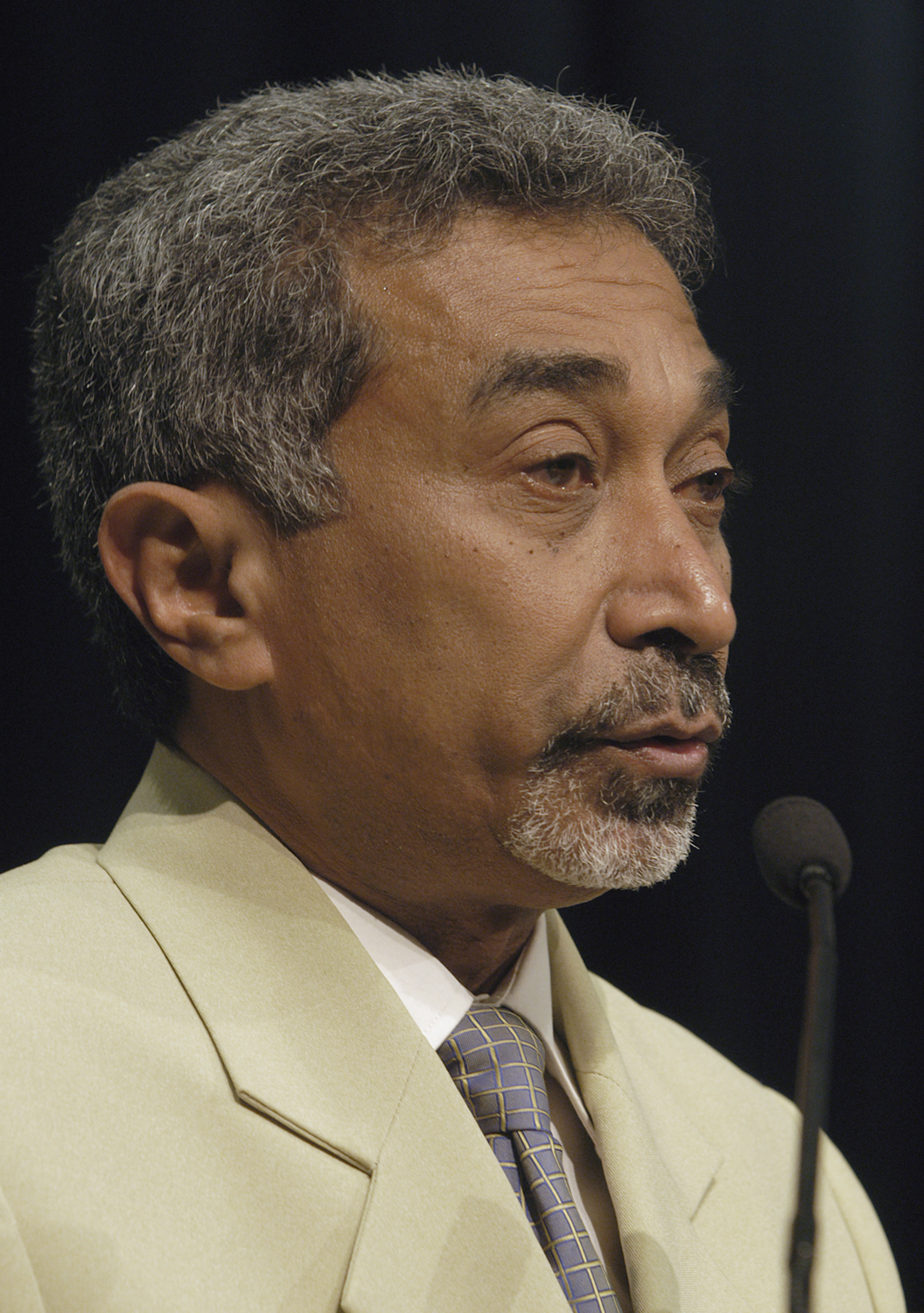
Marí Bin Amude Alkatiri

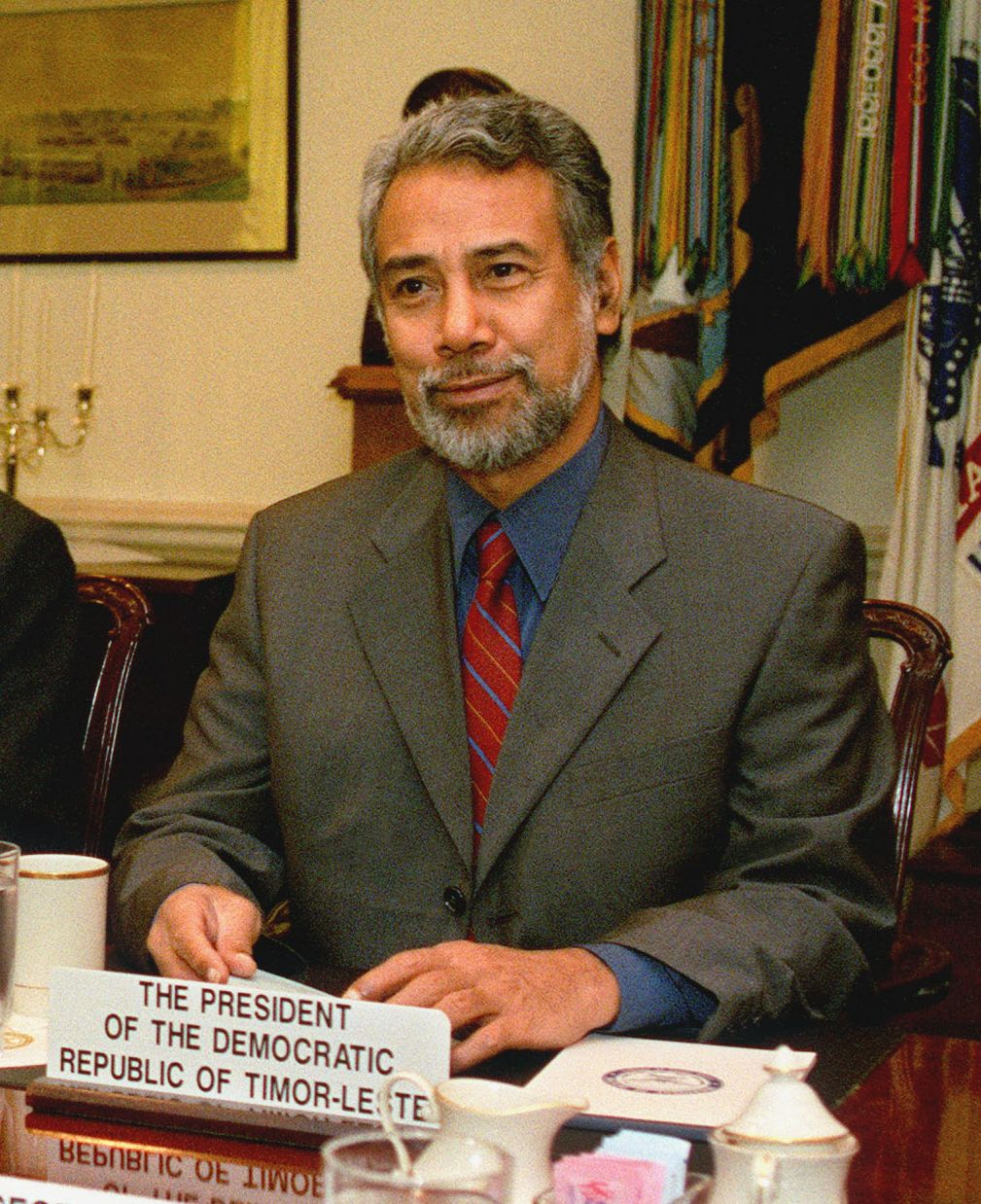
Xanana Gusmão

Der damalige Premierminister Marí Bin Amude Alkatiri ist Muslim, was in weiten Teilen der mehrheitlich katholischen Bevölkerung Erinnerungen an die frühere indonesisch-muslimische Herrschaft weckte. Alkatiri stammte von jemenitischen Einwanderern ab. Während der Besatzungszeit (1975–1999) lebte er im Exil im sozialistischen Mosambik. Kritiker warfen ihm vor, sich nicht am Kampf gegen die Besatzer beteiligt zu haben. Außerdem wurde vermutet, dass hierin die Motivation für Alkatiris linksorientierte und tendenziell anti-westliche Politik zu finden sei. Sowohl militärisch als auch wirtschaftlich verstärkte er die Zusammenarbeit mit der Volksrepublik China und den linksregierten Staaten Südamerikas. Damit stand er im Konflikt mit dem zur liberalen Mitte gehörenden Präsidenten Xanana Gusmão, obwohl beide zur Regierungspartei FRETILIN gehörten. Alkatiri kam der Ruf eines kalten Technokraten zu, während Gusmão als Volksheld verehrt wurde. Unterstützung hatte Alkatiri hauptsächlich durch die Polizei, wohingegen große Teile der Verteidigungskräfte Osttimors (F-FDTL), meist ehemalige Kämpfer der Guerillaarmee FALINTIL, die Widerstand gegen die Indonesier geleistet hatten, Gusmão loyal gegenüberstanden.

## Auslöser der Unruhen
Am 11. Januar 2006 erhielt Präsident Gusmão eine Petition von Soldaten des 1. Bataillons der F-FDTL, in denen sie sich über die schlechten Arbeitsbedingungen und Beförderungsregelungen, die Bewohner des westlichen Teils Osttimors benachteiligen würden, beschwerten. Am 8. Februar 2006 zogen über 400 Soldaten in die Hauptstadt und forderten die Entlassung des Kommandanten des 1. Bataillons Colonel Falur aufgrund der Diskriminierungen. Präsident Xanana Gusmão gelang es, zunächst die Soldaten zur Rückkehr in die Kaserne zu bewegen, doch dann desertierten 404 der insgesamt etwa 1.600 Soldaten der F-FDTL und schlugen ihr Lager in Aileu auf. Weitere 177 Soldaten schlossen sich ihnen am 25. Februar an. Anführer der Gruppe war Leutnant Gastão Salsinha. Premierminister Alkatiri wurde beschuldigt, Firaku aus dem Osten des Landes bei den Beförderungen zu bevorzugen. Am 14. Februar wurden die inzwischen insgesamt 591 Männer offiziell durch Brigadegeneral Taur Matan Ruak aus dem Dienst entlassen, während sich Präsident Gusmão auf einer Afrikareise befand. Im März verweigerten die Soldaten einen Aufruf zur Rückkehr in die Kasernen. Einige Zeit später schlossen sich einige Polizisten den Soldaten an. Premierminister Alkatiri entließ daraufhin die Deserteure aus den Streitkräften.
Außenminister José Ramos-Horta kündigte Anfang April die Einsetzung eines Ausschusses an, der die Beschwerden der ehemaligen Soldaten anhören sollte. Er betonte, dass „sie nicht mehr in die Armee zurückkehren“ könnten. „Ausnahmen“ sollten aber „von Fall zu Fall“ entschieden werden, wenn die „Verantwortung jedes Einzelnen bei diesem Vorfall geklärt“ sei.

## Ausbruch der Gewalt

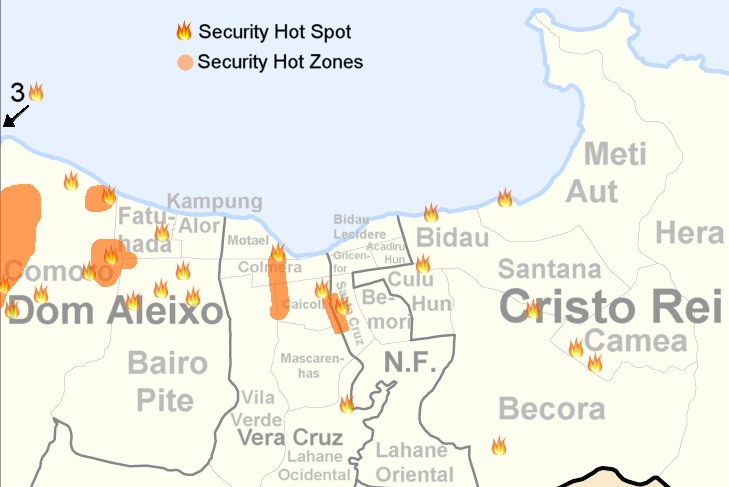
Konfliktzonen in Dili, 24. Oktober 2006

Am 24. April demonstrierten die ehemaligen Soldaten mit zivilen Unterstützern, zumeist arbeitslose Jugendliche, in den Straßen von Dili. Insgesamt 3.000 Menschen protestierten gegen die Entlassung der Soldaten und forderten den Rücktritt Alkatiris. Der ursprünglich friedliche Protest schlug in Gewalt um, als die Soldaten einen Markt angriffen, der von Firaku geführt wurde. Die Proteste gingen bis zum 28. April weiter, bis es zum Zusammenstoß zwischen den Deserteuren und den F-FDTL kam, die in die Menge schossen. In den darauf folgenden Ausschreitungen starben offiziell fünf Menschen, mehr als 100 Häuser wurden niedergebrannt und etwa 21.000 Bewohner Dilis flohen aus der Stadt. Später behauptete Salsinha, dass Alkatiri-treue Soldaten bei den Kämpfen 60 Zivilisten getötet hätten. Diese Zahl wird in keiner weiteren Quelle bestätigt oder aufgeführt.
Am 4. Mai desertierte Major Alfredo Alves Reinado zusammen mit 20 in Australien ausgebildeten Militärpolizisten, vier Polizisten und zwei Lastwagen voller Waffen und Munition. Der aus dem Westen des Landes stammende ehemalige Chef der Marine schloss sich den Rebellen an und schlug im Ort Aileu südwestlich von Dili sein Hauptquartier auf. Hier kontrollierten seine Leute die Bergstraße. Reinado forderte Präsident Xanana Gusmão dazu auf, Premierminister Alkatiri zu entlassen und vor Gericht zu stellen. Reinado behauptet, Alkatiri habe am 28. April befohlen, auf die unbewaffneten Demonstranten zu schießen. Als Militärpolizist habe Reinado Oberst Lere Anan Timur, den Stabschef von Brigadegeneral Taur Ruak, zu einer Besprechung mit Alkatiri begleitet. Danach habe der Oberst gesagt, er habe bereits den Befehl zum Einsatz erhalten. Falls Alkatiri nicht entlassen werden würde, drohte Reinado mit einem Bürgerkrieg. Gegenüber Präsident Xanana Gusmão bezeichnete sich Reinado aber als loyal.
Am Abend des 5. Mai veröffentlichten die ehemaligen Soldaten unter der Führung von Leutnant Salsinha eine Erklärung, in der sie von Präsident Gusmão eine Entlassung Alkatiris und die Auflösung der F-FDTL innerhalb der nächsten 48 Stunden forderten. Zuvor hatte Salsinha einen Kontaktversuch Gusmãos mit den Worten beantwortet, es sei jetzt „zu spät“. Unter den Bewohnern von Dili kam es zu einer Panik. 75 % der Bevölkerung flohen in die nahen Berge, als sich Gerüchte von neuen Kämpfen – überwiegend per SMS – verbreiteten. Diese blieben jedoch zunächst aus. Die Regierung rief zur Ruhe auf und die Flüchtlinge begannen einige Tage später wieder in die Stadt zurückzukehren. „Die Demokratie in unserem Land ist noch jung“, so Außenminister José Ramos-Horta, „die Menschen reagieren ängstlich auf Geschehnisse“. Ausländische Botschaften gaben Sicherheitswarnungen heraus und zogen ihr Personal ab. Premierminister Alkatiri kündigte die Untersuchung von Vorwürfen der Desertierten an und machte ihnen das Angebot, rückwirkend ab März wieder Gehälter an sie auszuzahlen, wenn sie einlenken würden. Am 8. Mai wurde ein Polizist getötet, als etwa 1.000 Menschen das Büro eines regionalen Staatssekretärs außerhalb Dilis stürmten.
Am 11. Mai behauptete Außenminister Ramos-Horta, dass Fernando de Araújo, der Vorsitzende der Partido Democrático die Unruhen angeheizt habe. Ramos-Horta warnte die anderen Parteien davor, die Gewalt ausnutzen zu wollen, um dadurch Stimmen bei den nächsten Wahlen 2007 zu gewinnen. „Alle Parteien sollten wissen, dass jene, die Uneinigkeit säen, die Leute ängstigen oder bedrohen, nicht von diesen bei den Wahlen 2007 gewählt werden.“
Mitte Mai eskalierte die Gewalt erneut. Mehrere Wochen lieferten sich die Rebellen in den Hügeln bei der Hauptstadt immer wieder heftige Feuergefechte mit F-FDTL-Truppen. Diese forderten viele Tote und Verletzte. Major Reinado verübte mehrere Angriffe auf die Hauptstadt Dili. Am 23. Mai wurde dabei ein F-FDTL-Soldat getötet und sechs weitere verletzt. Am 24. Mai überfielen Meuterer das Privathaus von General Taur Matan Ruak. Es kam zum Schusswechsel. Beteiligt an dem Angriff sollen Reinado, Salsinha und der Parlamentsabgeordnete Leandro Isaac gewesen sein.
Am 25. Mai wurden schließlich mindestens acht Polizisten durch meuternde Soldaten erschossen und 25 weitere Menschen verletzt. Die Bevölkerung floh in Kirchen und Flüchtlingslager außerhalb der Stadt. Eine Kirche allein nahm 7.000 Flüchtlinge auf. Zusätzlich erschwerten nun plündernde Banden in Dili und ausbrechende ethnische Konflikte die Situation.

## Erste Reaktionen der Weltgemeinschaft
Außenminister Ramos-Horta rief offiziell am 24. Mai die Regierungen von Australien, Neuseeland, Portugal und Malaysia um militärische Unterstützung an. Mit der Operation Astute reagierten mehrere Staaten auf das Gesuch Osttimors um militärische Hilfe. Unter Führung von Brigadier Michael Slater der Australian 3rd Brigade (Australian Defence Force) waren zunächst vier Länder an der International Stabilization Force ISF beteiligt.

### Australien

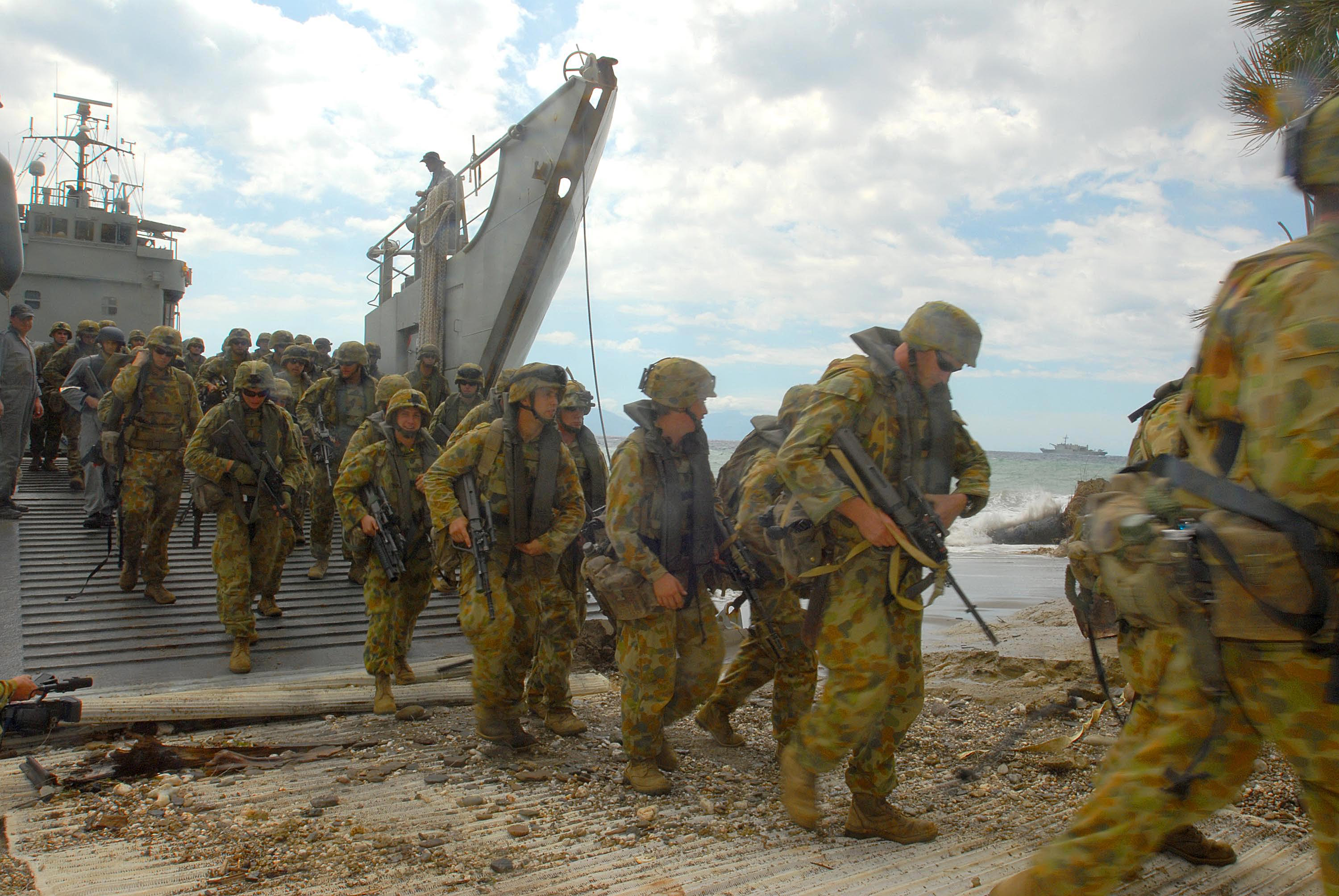
Australische ISF-Truppen landen in Comoro

Obwohl es noch keine offizielle Anfrage der osttimoresischen Regierung gab, sagte der australische Premierminister John Howard bereits am 12. Mai, dass australische Streitkräfte mit den Landungsschiffen HMAS Kanimbla (L-51)  und HMAS Manoora (L-52) zur Unterstützung bereitstünden. Am 24. Mai gab der australische Vizepremierminister Peter Costello bekannt, dass australische Truppen nach Osttimor unterwegs seien. Am Nachmittag des 25. Mai landeten als Vorauskommando sieben Black-Hawk-Hubschrauber und ein C130-Hercules-Transportflugzeug auf Dilis Flughafen Presidente Nicolau Lobato, um diesen zu sichern. Australien entsandte 1.000 bis 1.300 Infanteriesoldaten auf drei Kriegsschiffen (HMAS Manoora (L-52), HMAS Kanimbla (L-51) und HMAS Tobruk). Insgesamt waren über 2.000 australische Soldaten im Einsatz. Auch gepanzerte Fahrzeuge gehörten zur Ausrüstung.
Am 29. Mai verteidigte John Howard den Einsatz in Osttimor folgendermaßen:

„Wir können eine Situation – weltweit, aber besonders in unserer eigenen Nachbarschaft – nicht hinnehmen, in der Australien ermahnt wird, die Unabhängigkeit eines Landes zu respektieren, wenn einerseits behauptet wird, wir würden uns bevormundend verhalten, indem wir unsere Ansicht äußern oder zu intervenieren versuchen, wir andererseits aber kritisiert werden, nicht eingegriffen zu haben, sobald etwas schiefgeht.“

### Malaysia
Malaysia war das erste Land der ASEAN, das sich an der Operation beteiligte. Es entsandte 219 Fallschirmjäger und Kommandotruppen der Armee aus der 10th Brigade Paratroopers mit Basis in Terendak Camp, Melaka, dazu noch eine Spezialeinheit aus Mersing Camp, Johor. Das Kommando hatte Colonel Ismeth Nayan Ismail. Zu den 275 Militärangehörigen kamen noch 250 Polizisten. Am 23. Juni waren bereits 333 Polizisten und Soldaten aus Malaysia in Osttimor stationiert.
Zwei Schiffe der Malaysischen Marine erreichten Dili am 3. Juni: die KD Mahawangsa und die KD Inderasakti. Sie brachten Ausrüstung für die malaysischen Truppen, unter anderem gepanzerte Fahrzeuge. Nach Ankunft der Malaysier sicherten sie Botschaften, den Hafen, Kraftwerke, das Öldepot und Krankenhäuser. Höchste Priorität hatte die Diplomatenenklave. Zuvor hatte Präsident Gusmão Malaysia gebeten, die Landesgrenze zu Indonesien zu sichern. Zivilisten sollten daran gehindert werden, aus dem Land zu fliehen. Malaysia lehnte dies ab.
Die Sicherheitskräfte aus Malaysia wurden in der osttimoresischen Landessprache Tetum unterrichtet. Malaysische Polizisten waren bereits vier Jahre zuvor an der Ausbildung der osttimoresischen Polizei beteiligt.

### Neuseeland

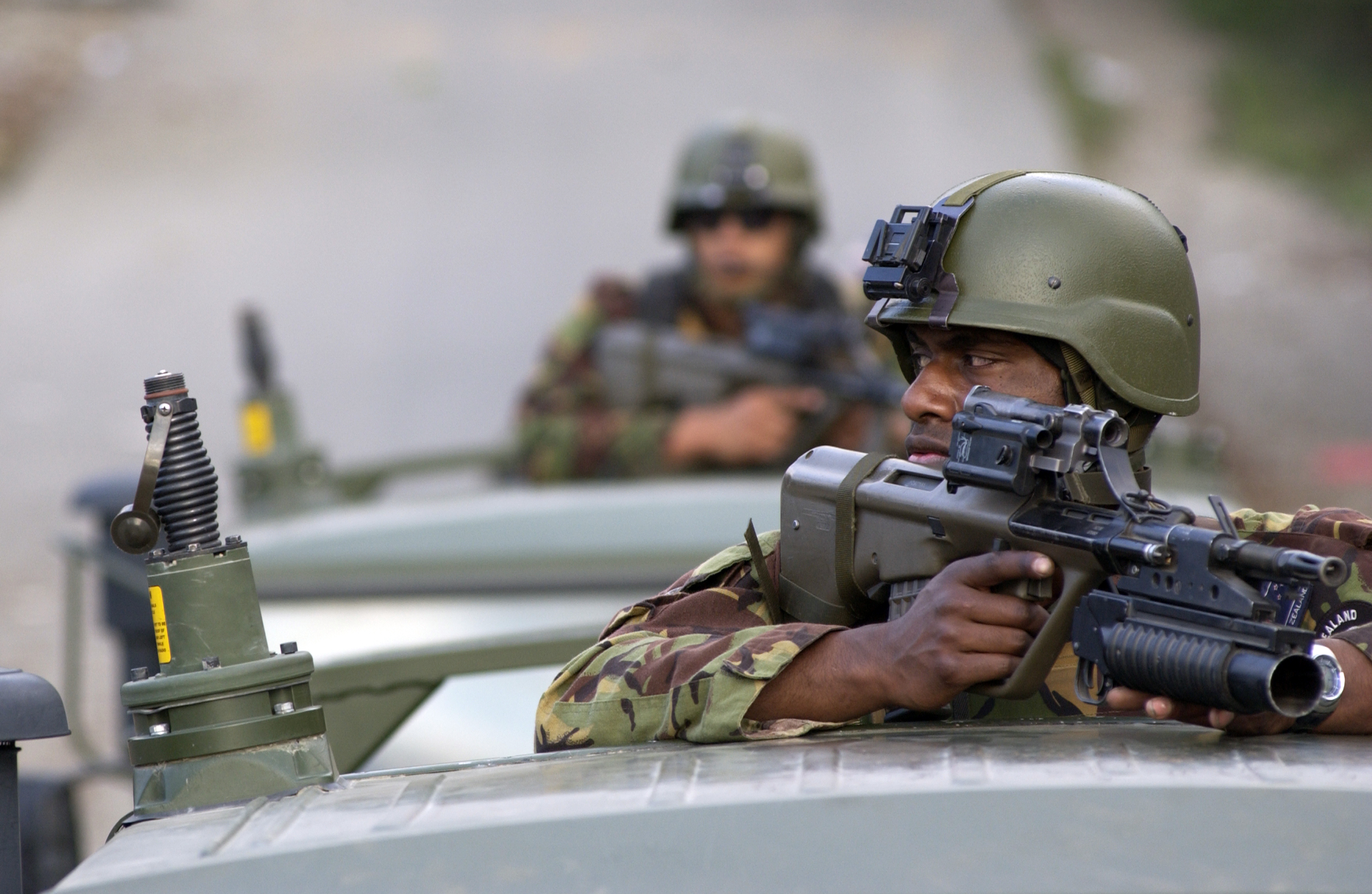
Neuseeländische Patrouille in Osttimor

Am 26. Mai entsandte Neuseeland 42 Soldaten. Ein zweites Kontingent mit weiteren 120 Mann verließ Christchurch einen Tag später in Richtung Osttimor über Townsville. Laut Clark sollten die Truppen dort eingesetzt werden, wo das australische Kommando sie benötigt.

### Portugal und Europäische Union
Der portugiesische Außenminister Diogo Freitas do Amaral kündigte am 24. Mai die Entsendung von 120 Mann der Republikanischen Nationalgarde (GNR) an. Sie sollten sich acht hohen Offizieren der Spezial-Operationsgruppe der portugiesischen Nationalpolizei anschließen. Die portugiesische Luftwaffe begann mit der Evakuierung von mehr als 600 portugiesischen Bürgern aus Osttimor.
Am 9. Juni gewährte die Europäische Union Osttimor eine Finanzhilfe von 18 Millionen Euro. Die Mittel wurden von der EU-Kommission für zwei Jahre bewilligt und waren für Entwicklungsprojekte auf dem Land und zur Stabilisierung der staatlichen Institutionen vorgesehen. Schon früher hatte die EU für den Zeitraum 2008 bis 2013 Finanzhilfen von 63 Millionen Euro eingeplant. EU-Kommissionspräsident José Manuel Barroso erklärte, Osttimor habe die „volle Unterstützung und Solidarität“ der EU.

### Vereinte Nationen
Die Friedenstruppen der Vereinten Nationen hatten Osttimor am 20. Mai 2005 nach sechs Jahren verlassen. Zurück blieben nur einige Verwaltungsbeamte und UN-Polizei des United Nations Office in Timor-Leste (UNOTIL), die ursprünglich am 20. Mai 2006 das Land verlassen sollten. Am 11. Mai wurde ihr Abzug aber auf Juni verschoben. Die Entscheidung folgte einer Anfrage durch Außenminister Ramos-Horta an den Hohen Kommissar für Menschenrechte. Die UN sollte Menschenrechtsverletzungen durch die osttimoresischen Polizeikräfte untersuchen, die Human Rights Watch und das United States Department of State angeblich beobachtet hatten.
Das UNOTIL eröffnete nach Ausbruch der Unruhen am 25. Mai außerhalb Dilis ein Flüchtlingscamp für 1.000 Personen. Als die Gewalt aber am 27. Mai eskalierte, kündigte die UN den Abzug des Großteils ihrer Mitarbeiter an.
Am 20. Juni beschloss der Weltsicherheitsrat mit der Resolution 1690 erneut eine Friedenstruppe nach Osttimor zu schicken, die die ausländischen Truppen bis zum 20. August ablösen sollte. Die Frist wurde dann mit der Resolution 1703 nochmals um fünf Tage verlängert.
Erst am 25. August einigten sich die Vereinten Nationen auf eine Mission in Osttimor mit 1.600 Polizisten und 34 Militärberatern. Die UNMIT (UN Integrated Mission in Timor-Leste) sollte gemäß Resolution 1704 die Sicherheit wiederherstellen, beim wirtschaftlichen Aufbau helfen und die anstehenden Präsidenten- und Parlamentswahlen 2007 unterstützen.

## Machtkampf zwischen Premierminister und Präsident
Die Hoffnungen, dass mit dem Eintreffen der ausländischen Truppen wieder Ruhe einkehren würde, erfüllten sich nicht. Die Gewalt in Dili und anderen Teilen Osttimors ging Ende Mai 2006 ungebremst weiter. Banden, die aus verschiedenen Landesteilen stammten, kämpften in den Straßen von Dili mit Messern, Macheten und Steinschleudern. Autos und Häuser wurden angezündet, drei Timoresen ermordet. Immer mehr Einwohner Dilis flohen aus ihren Häusern und sammelten sich in Kirchen, der australischen Botschaft und am Flughafen. Es kam zu Zusammenstößen zwischen Plünderern und australischen Truppen, als die Soldaten Zivilisten in Sicherheit bringen wollten. Laut einem australischen Major verwendeten die Plünderer Mobiltelefone, um ihre Angriffe zu koordinieren. Ein UN-Mitarbeiter sagte, dass der ethnische Konflikt, der in der osttimoresischen Armee tobte, sich nun auf die zivile Bevölkerung ausdehne. „Es ist nun die Zeit der Abrechnung zwischen den verschiedenen Gruppen.“ Ein katholischer Priester beschrieb die Gewalt auf den Straßen als „… der Osten gegen den Westen, Soldaten gegen Soldaten, Polizei gegen Soldaten, jeder gegen jeden. .. Es ist der totale Wahnsinn.“ Der australische Verteidigungsminister Brendan Nelson forderte, dass Osttimor die Rechte der internationalen Eingreiftruppe ausweiten und ihr zum Beispiel Polizeiautorität übergeben müsse, um die Gangs zu bekämpfen. Der australische Premierminister John Howard wies Kritik an seinen Truppen zurück, sie hätten Dili nicht schnell genug gesichert. Howard nannte die Krise gefährlicher als die Unruhen von 1999.
Am 29. und 30. Mai traf Präsident Gusmão mit dem Staatsrat Osttimors zu Krisengesprächen zusammen. Der Staatsrat ist ein beratendes Gremium des Präsidenten, das diesem die Macht zur Auflösung des Nationalparlamentes übertragen kann. Hier begegneten sich Gusmão und Alkatiri erstmals seit der Eskalation der Gewalt vor einer Woche wieder. Ebenfalls anwesend waren Außenminister Ramos-Horta, der Bischof von Dili Alberto Ricardo da Silva, der UNOTIL-Vertreter Sukehiro Hasegawa und Ian Martin, der persönliche Repräsentant von UN-Generalsekretär Kofi Annan. Ian Martin war zuvor der UN-Repräsentant in Osttimor während der Vorbereitung des Unabhängigkeitsreferendums 1999.
Am ersten Tag unterbrach Gusmão das Treffen am Nachmittag, als sich draußen eine Menschenmenge versammelte, die pro Gusmão/Ramos-Horta und contra Alkatiri demonstrierten. Gusmão forderte die Demonstranten auf, ihre Waffen niederzulegen und nach Hause zurückzukehren. Er sagte: „Wenn Ihr, West und Ost, mir vertraut, dann umarmt Euch in Eurem Heim, bleibt ruhig und helft Euch gegenseitig ruhig zu bleiben.“

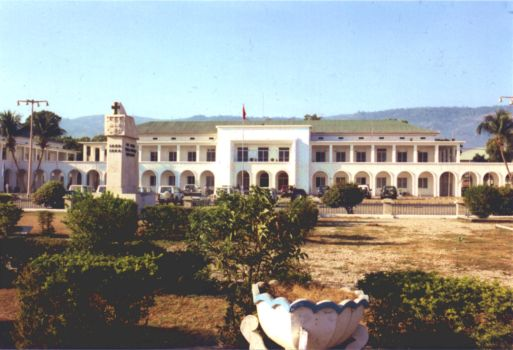
Der Regierungspalast in Dili. Sitz des Premierministers

Nach der Staatsratssitzung und einer Krisensitzung des Kabinetts erklärte Gusmão den nationalen Notstand für mindestens 30 Tage und übernahm das alleinige Oberkommando über Polizei und Streitkräfte. Er wolle nun persönlich die Zusammenarbeit mit den internationalen Streitkräften koordinieren und, um die kriminellen Banden zu bekämpfen, ihnen und auch der eigenen Armee Polizeigewalt geben. Gusmão sagte, diese Entscheidung sei in enger Abstimmung mit Alkatiri getroffen worden, obwohl Regierungsmitglieder wie Außenminister Ramos-Horta Alkatiri direkt für die Krise mitverantwortlich machten. Gusmão rief in einem verzweifelten Appell zur Ruhe auf. Premierminister Alkatiri widersetzte sich aber der Übernahme und betonte, dass Verteidigung und innere Sicherheit immer noch Aufgabe der Regierung sei. Beobachter sprachen von einem Machtkampf zwischen Präsident und Premierminister. Inzwischen forderten hunderte Demonstranten den Rücktritt des Premierministers. In der Nacht des 31. Mai brannten Banden den Markt von Dili und weitere Häuser nieder.
Am 1. Juni traten die Alkatiri-Vertrauten, Innenminister Rogerio Lobato und Verteidigungsminister Roque Rodrigues zurück. Lobato machte für die Krise Gegner der Regierung verantwortlich, die zu Gewalt anstatt zu politischen Mitteln greifen würden. Außenminister Ramos-Horta übernahm umgehend auch das Verteidigungsministerium. Neuer Innenminister wurde Alcino Baris. Inzwischen gingen Anti-Alkatiri-Demonstrationen, Plünderungen und Straßenkämpfe weiter.

## Vorwürfe gegen Alkatiri und Ultimatum

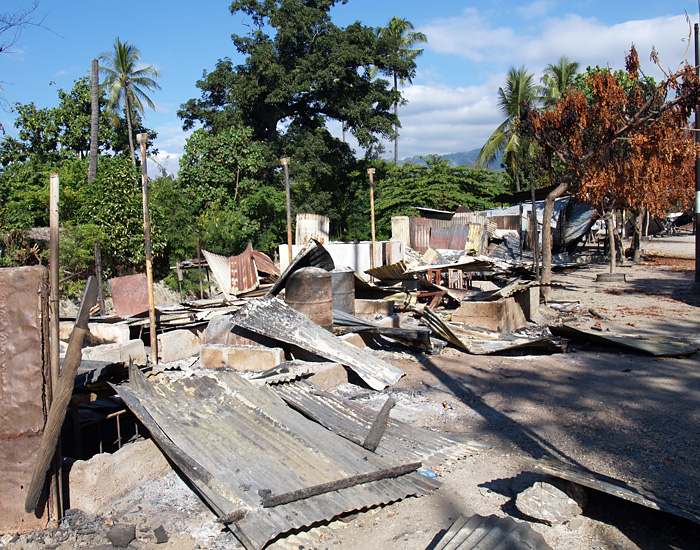
Zerstörungen entlang der Canal Road in Dili

Gegen Ex-Innenminister Rogerio Lobato kamen am 8. Juni Vorwürfe auf, er habe im Auftrag Alkatiris Zivilisten bewaffnet, um gegen politische Gegner vorzugehen. Der australische Fernsehsender ABC berichtete, die Gruppe bestehe aus 30 Personen, die mit Sturmgewehren, Munition, zwei Fahrzeugen und Uniformen ausgerüstet seien. Der Kommandant dieser Miliz, Colonel Railos, sagte, sie hätten den Auftrag gehabt, alle rebellierenden Soldaten zu töten. Nachdem sie aber selbst fünf Männer bei Gefechten in Dili verloren hatten, hätten sie eingesehen, dass die Bewaffnung von Zivilisten zu Blutvergießen und Toten auf beiden Seiten führe. Daher wollten sich die Männer Präsident Gusmão unterwerfen. Alkatiri bestritt energisch, dass die Regierung Zivilisten bewaffnet habe. Außenminister Ramos-Horta nannte diese Vorwürfe ebenfalls „schwer zu glauben“. Der ursprüngliche Anführer der Rebellen, Leutnant Gastão Salsinha, wiederholte die Vorwürfe Colonels Railos am 9. Juni. Salsinha sagte, Lobato habe 200 Sturmgewehre an Zivilisten verteilt, die aus Polizeibeständen gestohlen worden waren.

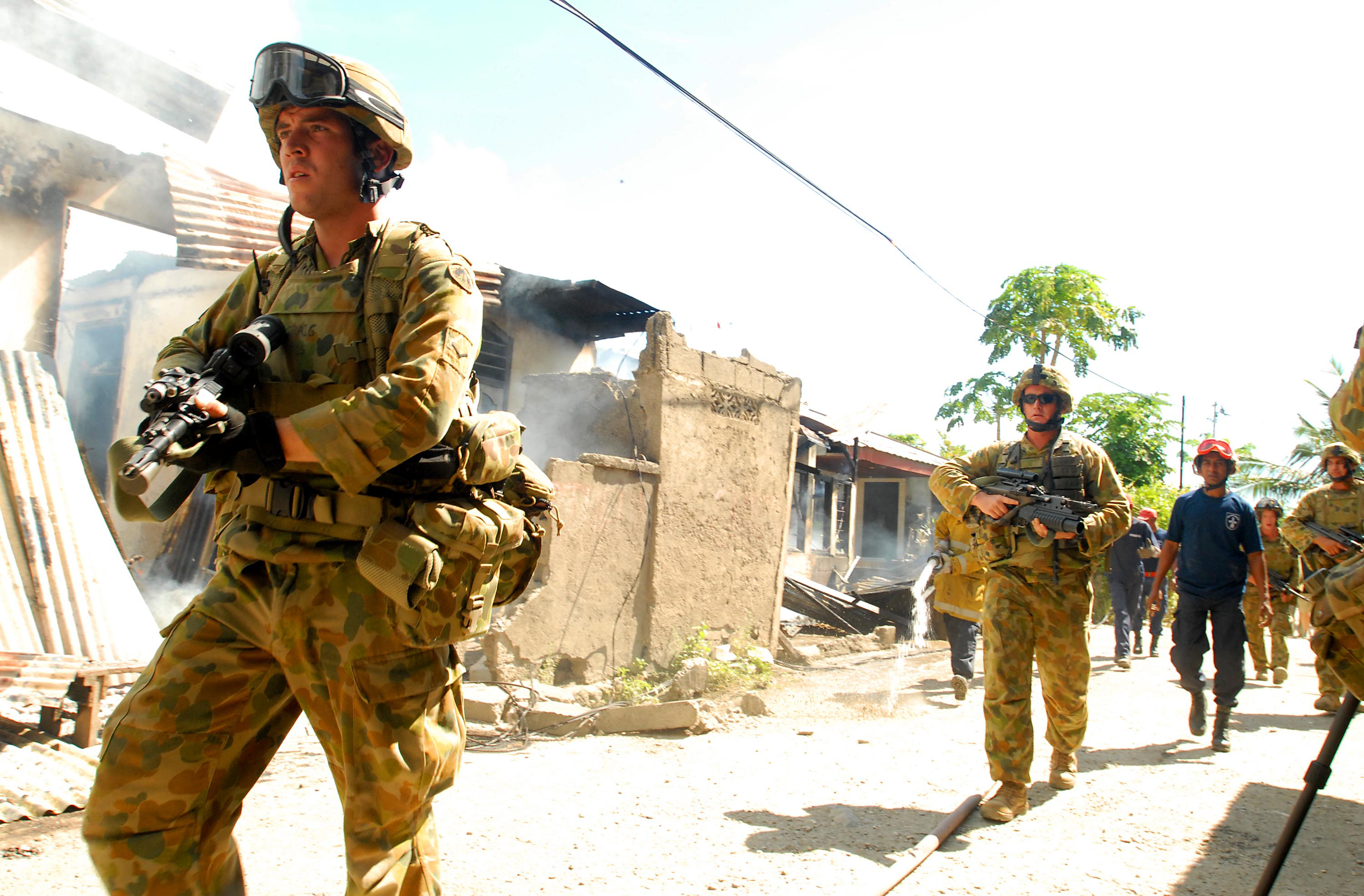
Australische ISF-Soldaten schützen Feuerwehrleute (4. Juni 2006)

Während sich ab dem 9. Juni die Lage in Dili aufgrund der internationalen Truppen beruhigte, kam es in Maubisse am 11. Juni 2006 zu weiteren Unruhen. Der Ort galt als eine Hochburg der aus den Streitkräften entlassenen rebellischen Soldaten. Hunderte Menschen demonstrierten auf den Straßen, als ein Mann unter ungeklärten Umständen eine Stichwunde erlitt. Daraufhin begannen zwei rivalisierende Gruppen von Demonstranten sich Straßenkämpfe zu liefern. Polizisten feuerten in die Luft und drohten mit dem Einsatz einer Granate. Gleichzeitig fielen auch in der Menge Schüsse, so dass die Demonstranten schließlich in Panik flohen.
Am 16. Juni übergaben die Rebellen, unter ihnen Alfredo Reinado und Augusto Tara de Araújo, nach einer Woche Verhandlungen in Lagern bei Gleno und Maubisse, ihre M16-Gewehre und andere Waffen. Bedingung war, dass die internationalen Truppen ihre Sicherheit garantieren.
Am 21. Juni eskalierte schließlich der Machtkampf. Präsident Gusmão drohte zurückzutreten, falls Premierminister Alkatiri nicht bis zum Abend des 27. Juni zurückträte. Gusmão begründete die Forderung mit dem Vorwurf, Alkatiri habe Todesschwadronen auf politische Gegner gehetzt. Gusmão verwies dabei auf den Bericht des australischen Fernsehsenders ABC, der Alkatiri beschuldigte, in die Waffenverteilungen an Zivilisten verwickelt zu sein.
Gegen den ehemaligen Innenminister und Vertrauten Alkatiris, Rogerio Lobato, erging in diesem Zusammenhang Haftbefehl. Er wurde unter Hausarrest gestellt. Lobatos Anwälte beschuldigten später Australien, dessen Militär hätte Lobatos Menschenrechte verletzt. Er sei gewaltsam und ohne Haftbefehl von australischen Soldaten in seinem Haus gefangen genommen worden. Ab dem 9. Januar 2007 stand Lobato wegen des Vorwurfs der Aufstellung einer Miliz vor Gericht. Generalstaatsanwalt Longuinhos Monteiro betonte, gegen Alkatiri gäbe es keine Beweise. Später wurde bekannt, dass der oberste Polizeichef Osttimors, Paulo Martins, Alkatiri über die Bewaffnung der Zivilisten durch den Innenminister informiert hatte. Dies sei, laut Staatsanwaltschaft, auch durch Beweise dokumentiert, jedoch seien Alkatiri deswegen keine Vorwürfe zu machen. Monteiro warnte aber Colonel Railos, dass ihm und seiner Miliz weitere Strafen wegen des Besitzes von illegalen Waffen drohten.

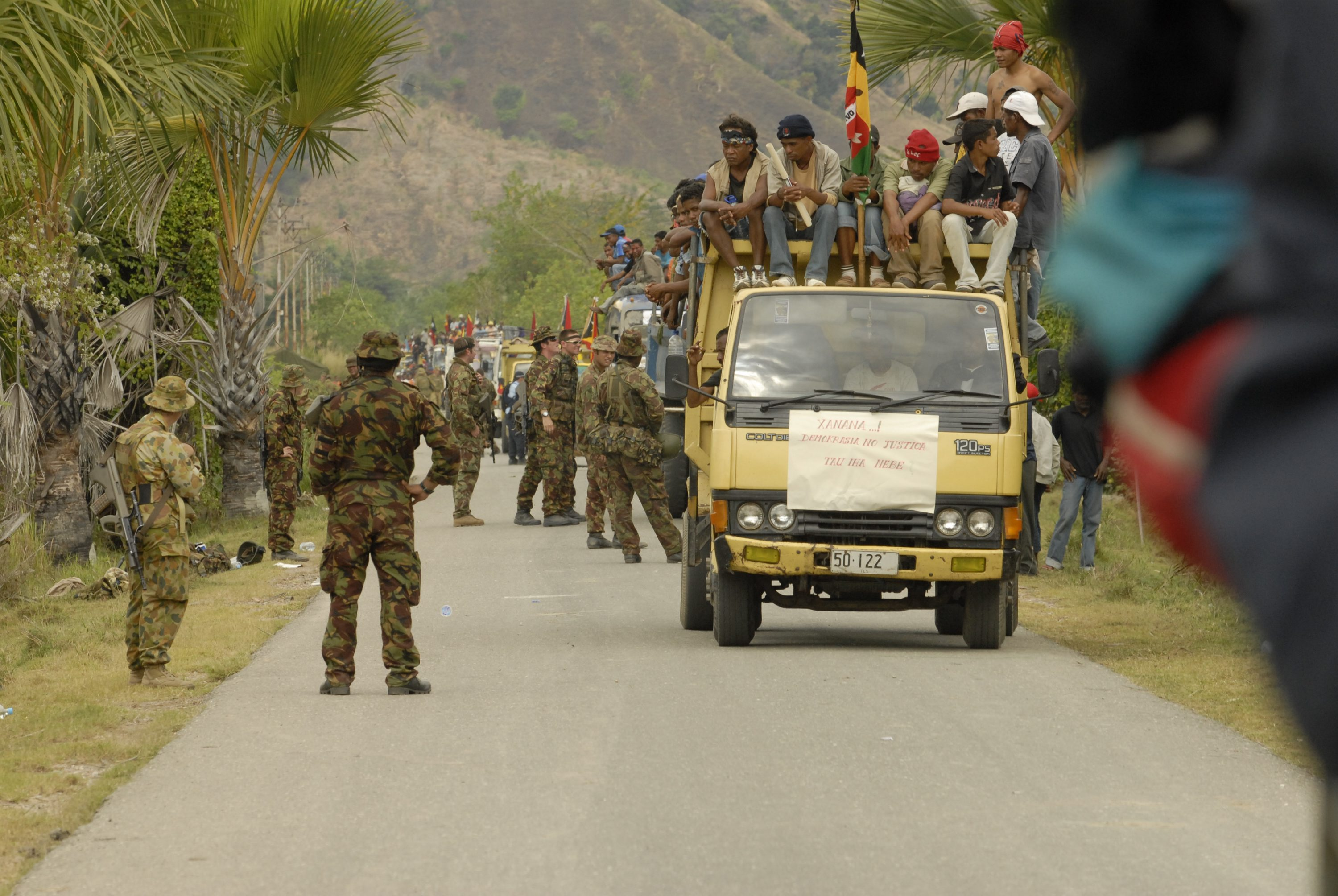
ISF-Soldaten kontrollieren Demonstranten vor der Einfahrt nach Dili (29. Juni 2006)

Am 25. Juni traten Außenminister und Friedensnobelpreisträger José Ramos-Horta, der Minister für Verkehr und Kommunikation Ovídio Amaral und der stellvertretende Gesundheitsminister Luís Maria Lobato von allen ihren politischen Ämtern zurück. Damit protestierten sie gegen die Entscheidung der FRETILIN, an Premierminister Alkatiri festzuhalten. Einen Tag später gab Alkatiri auf, nahm die Verantwortung für die Unruhen auf sich und erklärte seinen Rücktritt. Angeblich hatten zuvor weitere sieben Mitglieder seiner Regierung mit ihrem Rücktritt gedroht. Auf den Straßen Dilis kam es zu Freudenbekundungen. Hunderte feierten mit Hupkonzerten und LKW-Konvois. Dabei wurde erneut gefordert, Alkatiri aufgrund der Vorwürfe betreffs der Todesschwadronen vor Gericht zu stellen. Präsident Gusmão nahm das Rücktrittsgesuch umgehend an. Am 6. Februar 2007 stellte Generalstaatsanwalt Monteiro die Untersuchungen gegen Alkatiri mangels Beweisen schließlich ein.
Bischof da Silva begrüßte den Rücktritt Alkatiris ebenso wie die australische Regierung. Doch die Demonstranten forderten inzwischen auch die Auflösung des Parlaments. Es wurden immer noch Häuser niedergebrannt. Ein Schweizer Priester berichtete, dass viele Menschen jetzt heirateten. In seiner Pfarrkirche fänden Massenhochzeiten statt mit bis zu 80 Paaren auf einmal. Er nannte zwei Gründe: „Erstens ist jetzt eine Gelegenheit, bei der man, ohne sich schämen zu müssen, auf ein kostspieliges Fest verzichten kann, und zweitens haben viele Paare, die schon lange zusammenleben, Angst, sie könnten in einem Bürgerkrieg umkommen, ohne vorher die Sakramente zu empfangen.“
Zu diesem Zeitpunkt waren durch die Unruhen mindestens 37 Menschen ums Leben gekommen, 155.000 waren auf der Flucht.

## Ramos-Horta wird neuer Premierminister

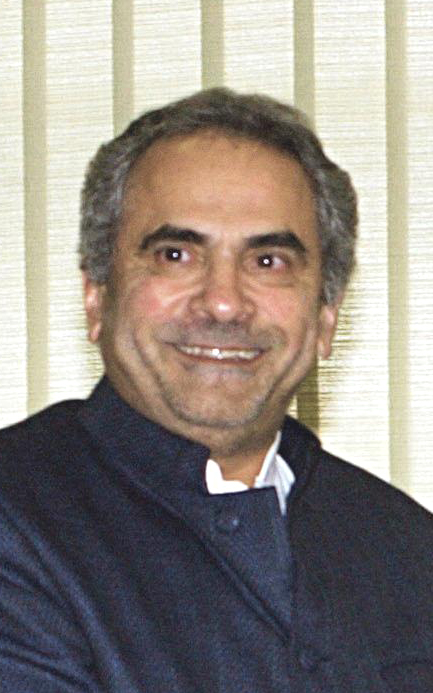
José Ramos-Horta

Wunschnachfolger der westlichen Regierungen und Präsident Gusmãos für das Amt Alkatiris war von Anfang an der beim Volk beliebte José Ramos-Horta als Premier einer Übergangsregierung der nationalen Einheit. Als Nachfolgerin wurde aber innerhalb der FRETILIN auch die Ex-Frau Ramos-Hortas, Alkatiri-Vertraute Staatsministerin Ana Pessoa Pinto gehandelt. Eine Osttimorexpertin der Menschenrechtsorganisation Watch Indonesia! sagte dazu: „Pessoa wäre kein wirklicher Wechsel.“ Von drei weiteren Ministern, die als potentielle Kandidaten gehandelt wurden, verblieb später nur noch Landwirtschaftsminister Estanislau da Silva als dritter Kandidat. Der osttimoresische Botschafter bei UN und den USA José Luís Guterres hatte bereits eine Kandidatur abgelehnt. Schließlich wurde am 8. Juli, nach Gesprächen zwischen Präsident Gusmão und der FRETILIN, José Ramos-Horta zum neuen Premierminister ernannt. Die ehemaligen Kandidaten Estanislau da Silva und Gesundheitsminister Rui Maria de Araújo wurden Stellvertreter.
Das neue Kabinett bestand aus 15 Ministern. Zehn davon waren bereits in der vorigen Regierung vertreten. Botschafter José Luís Guterres wurde zum neuen Außenminister, während Premierminister Ramos-Horta das Amt des Verteidigungsministers beibehielt. Der vorherige Staatssekretär für Investitionen, Tourismus und Umwelt José Teixeira wurde als Minister für Naturressourcen nun auch für die Erdöl- und Erdgasvorkommen zuständig. Er galt als Verbündeter des ehemaligen Premierministers Alkatiri. Weitere neue Minister waren Arcanjo da Silva (Entwicklung), Inácio Moreira (Verkehr und Kommunikation) und Rosária Corte-Real (Bildung und Kultur).
In Dili herrschte zunächst gespannte Ruhe. Ramos-Horta wurde von allen Seiten akzeptiert. Langsam kehrten Flüchtlinge in ihre Heimat zurück. 100.000 Menschen lebten aber in den von der Regierung bereitgestellten Massenzeltlagern, da ihre Häuser zerstört wurden. Die Zahl der niedergebrannten Häuser ging in die Tausende. Kaffeepflanzer beklagten, dass aufgrund der Unruhen etwa 20 % der Kaffeeernte verloren gingen, was für Osttimor einen großen Verlust darstellte. Die Früchte konnten nicht geerntet werden und sind auf dem Boden verrottet.
Am 18. Juli besuchte der australische Premierminister John Howard Osttimor. Beim Treffen mit Ramos-Horta kündigte Howard eine schrittweise Reduzierung der australischen Truppen an. Bereits einen Tag später verließ das australische Kriegsschiff Kanimbla Osttimor Richtung Heimat. Mit an Bord waren 250 Soldaten und die vier Blackhawk-Hubschrauber. In Osttimor sollten bis zu 2.000 australische Soldaten bleiben. Währenddessen liefen mit der UN zusammen Vorbereitungen für eine Langzeit-Polizeimission.
Am 20. Juli wurde Ex-Premierminister Alkatiri von Staatsanwalt Longuinhos Monteiro zu den Vorwürfen, er habe Zivilisten bewaffnet, befragt. Danach erklärte Monteiro, Alkatiri gelte als Verdächtiger und dürfe die nächsten 15 Tage die Hauptstadt nicht verlassen.
In der Nacht des 25. Juli wurden Alfredo Reinado und 21 seiner Männer in Dili durch australische Soldaten verhaftet. Am Tag zuvor war die Amnestie für Waffenbesitz abgelaufen. Bei den Verhafteten wurden verbotene Handfeuerwaffen und Munition sichergestellt. Reinado wurde am 27. Juli vor ein osttimoresisches Gericht geführt. Ihm drohte nun eine Haftstrafe von fünf Jahren wegen Mordes und Entwendung von Militäreigentum. 13 weitere seiner Männer wurden ebenfalls für verschiedene Vergehen angeklagt. Die anderen ließ man frei.
Am 26. Juli wurde gemeldet, dass Thailand und die Philippinen eventuell ebenfalls Polizisten zur Wiederherstellung der Ordnung nach Osttimor entsenden wollten. Dies kam dem australischen Außenminister Alexander Downer entgegen, der bei seinem Besuch in Malaysia erklärte, Australien wolle nur so lange wie nötig seine Truppen in Osttimor belassen. Bald solle die Zahl der australischen Soldaten reduziert werden.

## Wiederaufflammen der Kämpfe

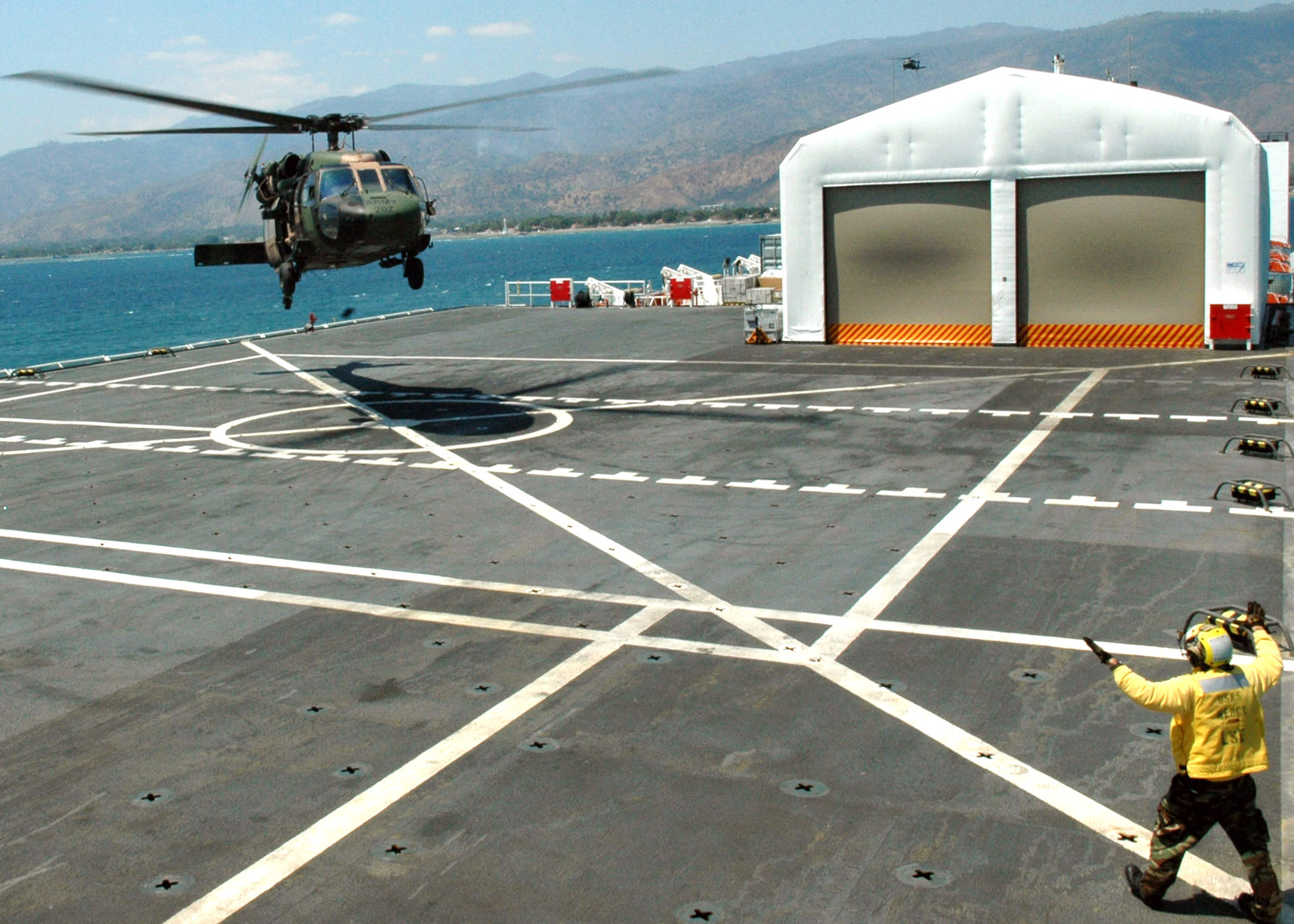
Ein australischer Hubschrauber landet vor der Küste Dilis auf dem Lazarettschiff USNS Mercy

Am Wochenende vom 6. und 7. August kam es erstmals zu schweren Zwischenfällen nach dem Amtsantritt Ramos-Hortas als Premierminister. Insgesamt nahmen internationale Polizisten 40 junge Männer fest. Einige hatten mit Steinen geworfen oder mit Macheten, Metallstangen und Steinschleudern Kämpfe ausgetragen. 19 Männer wurden nahe dem Flughafen gefangen genommen, als sie einen Angriff auf ein Flüchtlingslager planten. Mit dem Ruf „Tötet alle Firaku“ stürmte eine Bande in eine Kirche mit Flüchtlingen. Einige Bandenmitglieder sollen Anhänger des verhafteten Alfredo Reinado gewesen sein, andere waren Kaladis, welche die Firakus aus der Stadt vertreiben wollten. Am Freitag zuvor sollten bereits Banden mit hundert Personen an verschiedenen Orten Dilis aufgetaucht sein. Polizisten trieben Steine werfende Jugendliche in Comoro und nahe der australischen Botschaft auseinander.
Zwischen dem 18. und 21. August zündeten Jugendliche erneut mehrere Häuser in Comoro an. Während Zeugen von bis zu hundert Häusern und 1.500 Randalierern sprachen, erklärten Vertreter der internationalen Polizei, dass nur sechs Häuser brannten. Außerdem wurden Molotowcocktails in ein Flüchtlingslager geworfen. 25 Personen wurden von der internationalen Polizei verhaftet. Insgesamt hat die internationale Polizei, seit sie im Mai aufgestellt wurde, 268 Personen verhaftet. Am 21. und 22. August wurden insgesamt sieben australische Polizisten und ein malaysischer Soldat leicht verletzt.

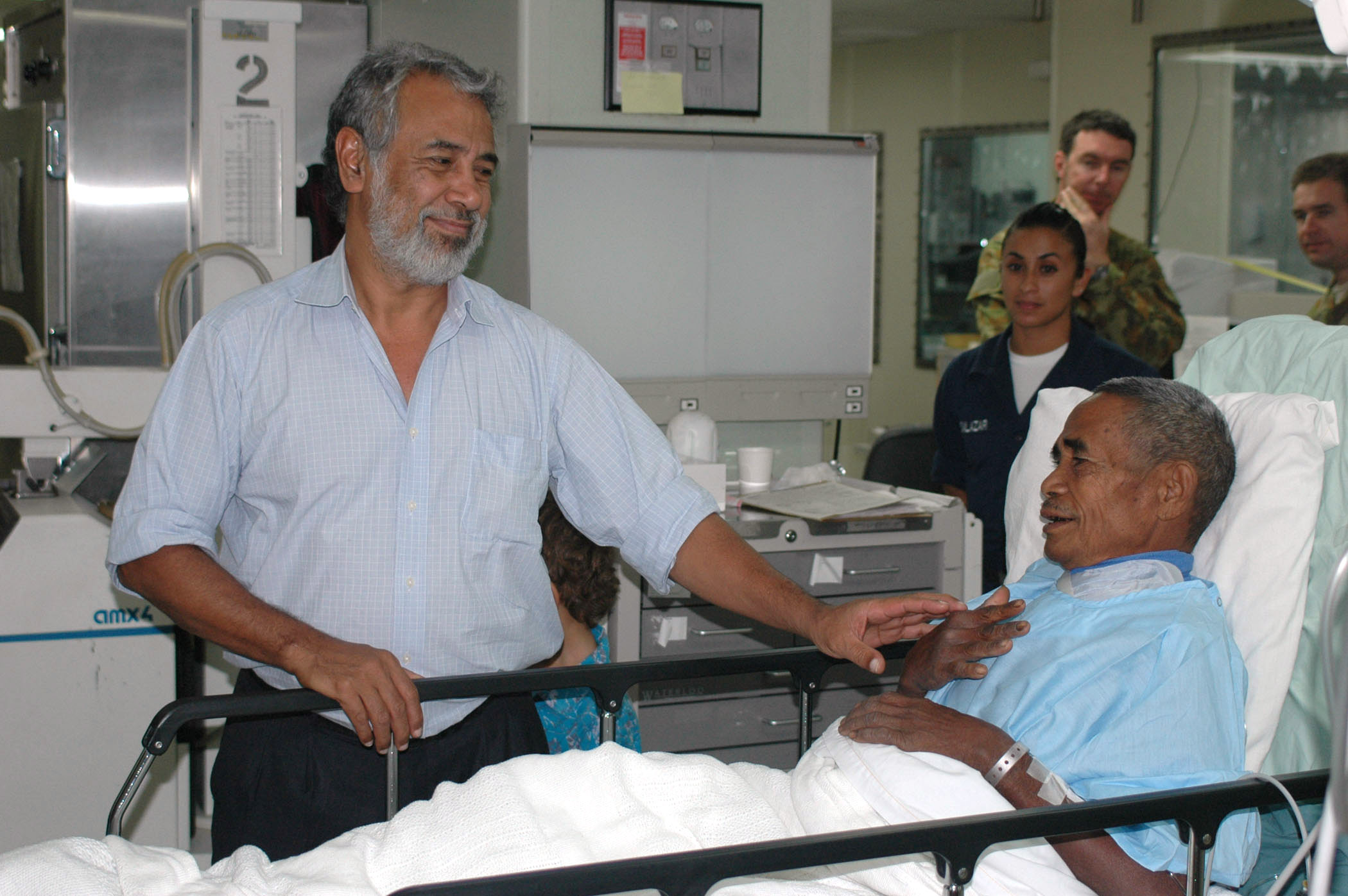
Xanana Gusmão besucht Verletzte auf der USNS Mercy

Am 30. August gelang Rebellenführer Reinado die Flucht aus dem Gefängnis Becora. Auf einem Videoband erklärte er der Nachrichtenagentur Reuters, er sei geflohen, weil er dem Justizsystem in Dili nicht vertraue. Er wolle aber für seine Taten Verantwortung übernehmen, sobald sich die Justiz entwickelt habe. Insgesamt waren 57 Gefangene einfach aus dem Tor des Gefängnisses in Becora herausgelaufen. Sie hatten die Wärter mit Rasenscheren bedroht, die daraufhin die Türen öffneten. Danach nutzten sie die Besuchszeit, um aus dem Gefängnis zu entkommen. 148 weitere Gefangene in Becora waren nicht geflohen. Premierminister Ramos-Horta gab Australien die Schuld für den Ausbruch, da mehrfachen Anfragen, australische Truppen sollten das Gefängnis bewachen, nicht nachgekommen worden sei. Australien wies die Vorwürfe zurück. Später drohte Reinado, er würde auf Soldaten der internationalen Truppe schießen. Er würde sich verteidigen und lehnte es ab aufzugeben.
Malaysia zog trotzdem am 31. August seine Soldaten aus Osttimor ab, Neuseeland reduzierte die Anzahl. Zuletzt hatte es 200 Soldaten und 25 Polizisten in Osttimor. Die malaysischen Soldaten könnten aber als Teil einer UN-Friedenstruppe wieder zurückkehren, sagte Lt. Gen. Sharon bin Haji Ibrahim.
Anfang September kam es wieder zu Kämpfen und Schießereien zwischen Banden im Zentrum Dilis und in einem Flüchtlingslager. Vier Menschen wurden getötet, mindestens 13 Menschen verletzt.

## UN-Mission UNMIT

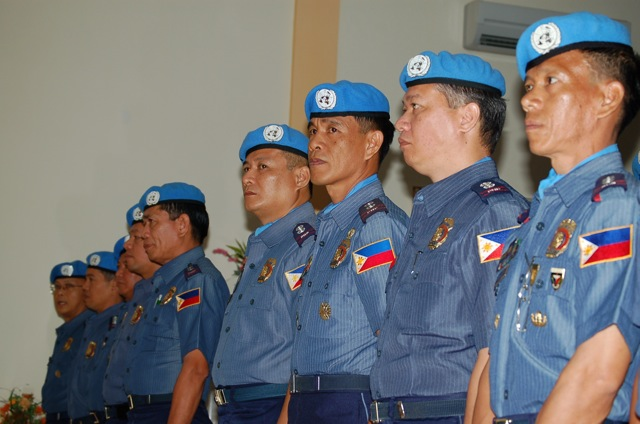
UNMIT-Angehörige aus den Philippinen in Osttimor

Am 13. September begann die neue UN-Mission UNMIT. Bei einer Zeremonie in der Hauptstadt Dili trat die neue UNO-Truppe ihren Einsatz an. Die UNMIT bestand zu diesem Zeitpunkt aus 554 Polizisten. Insgesamt sollte sie letztendlich aus 1.608 Polizisten und 34 Verbindungsoffizieren bestehen. Für eine militärische Komponente der Mission konnte man sich nicht einigen, da Australien sich weigerte die Führung der ISF abzugeben. Nach der Zeremonie kündigte Premierminister Ramos-Horta seinen Rücktritt für den Fall an, dass Milizen und oppositionelle Gruppen weiter gewaltsam Widerstand gegen die Regierung leisten. Wenige Stunden nach dem Beginn der UN-Mission beschossen sich am Abend in der Nähe des Präsidentenpalastes rivalisierende Banden mit Pfeilen. Ein 19-Jähriger wurde dabei getötet. Etwa 60 portugiesische Soldaten feuerten Gummigeschosse ab, um die Kämpfer auseinanderzutreiben. Am nächsten Tag war es in Dili wieder ruhig.
Am 25. September bewarfen sich erneut verfeindete Gruppen mit Steinen in der Nähe des Marktes von Comoro. Es war die Folge eines Vorfalls am 23. September, bei dem ein Firaku in Lurumata verprügelt wurde. Familie und Freunde des Opfers sannen daraufhin auf Rache. Etwa hundert Kaladi-Familien flohen deswegen aus Lurumata. Die Polizei trennte die kämpfenden Parteien. Am 24. September war bereits ein öffentliches Verwaltungsgebäude in Fatuhada/Dili von Unbekannten in Brand gesteckt worden.
Seit dem 27. September waren die ersten 25 der timoresischen Polizeibeamten wieder im Dienst. Sie wurden von UN-Polizisten (UNPol) betreut. Am selben Tag traf Premierminister Ramos-Horta Gastão Salsinha, den Führer der 600 desertierten Soldaten in Gleno, der Hauptstadt des Distrikts Ermera. Hier hielten sich 100 der „Petitioners“, wie sie in der Gegend genannt werden, auf. Das Büro des Premierministers erklärte, die Männer hätten sich seit April aus jeglichen politischen Betätigungen rausgehalten. Eine Kommission solle sich mit ihren Beschwerden befassen und der Finanzminister suche nach einer Möglichkeit, die Männer finanziell zu unterstützen, die seit Ausbruch der Unruhen nicht mehr bezahlt wurden.
Am 12. Oktober lehnte Ramos-Horta das Angebot der UNO ab, die von Australien geführte, multinationale Streitmacht durch eine offizielle, militärische UN-Friedenstruppe zu ersetzen. Ramos-Horta sagte, die regionale Truppe arbeite sehr effektiv. Die UNO sei durch ihre vielen Einsätze, wie in Libanon und Afghanistan, überfordert, weswegen Osttimor nicht auch noch diese in Anspruch nehmen wolle. Der australische Premier Howard erklärte bei dem Treffen mit Ramos-Horta, Australien würde seine Truppen noch mindestens bis zu den Wahlen 2007 in Osttimor belassen. Die aktuelle Zahl von 950 Soldaten könnte aber reduziert werden. Insgesamt waren zu diesem Zeitpunkt 3.200 Soldaten aus Australien, Portugal, Malaysia und Neuseeland in Osttimor.
Anfang Juni stimmte der damalige Premierminister Alkatiri Untersuchungen durch die Vereinten Nationen zu, die sich mit den Gründen für die Krise befassen sollten. Dies war das Ergebnis getrennter Verhandlungen des UNOTIL-Vertreters Sukehiro Hasegawa mit Alkatiri und Rebellenführern, unter anderem mit Tarak Palasinyar und Reinado. Am 17. Oktober veröffentlichten die UN ihren Bericht. Etwa hundert Personen wurde ein Fehlverhalten vorgeworfen, darunter führenden Politikern und Sicherheitskräften. Gegen Ex-Premierminister Alkatiri, die ehemaligen Minister Rogerio Lobato und Roque Rodrigues und den Chef der Streitkräfte Brigadegeneral Taur Matan Ruak wurde sogar ein Ermittlungsverfahren empfohlen. Alkatiri habe es nicht geschafft, zu verhindern, dass Waffen an Zivilisten verteilt wurden, obwohl er davon gewusst haben soll. Taur Matan Ruak und die Minister sollen für die Waffenverteilung verantwortlich gewesen sein. Der Bericht kam zu dem Schluss, dass Taur Matan Ruak versagt habe, die Unruhen zu verhindern. Die Erschießung unbewaffneter Polizisten durch Soldaten könne ihm aber nicht zur Last gelegt werden. Auch Präsident Gusmão wurden im Bericht Fehler bei den Verhandlungen mit den Rebellen vorgeworfen. Er habe die institutionellen Kanäle nicht respektiert. Vom Vorwurf, er habe Reinado und seine Rebellen zu Straftaten angestiftet, wurde Gusmão entlastet. Im Zusammenhang mit der Schießerei vom 23. Mai wurden Rebellenchef Reinado und seinen Männern „crimes against life and the person“ vorgeworfen. Reinado rechtfertigte sich, er sei damals angegriffen worden und habe sich nur verteidigt. Er beschuldigte seinerseits die Internationale Friedenstruppe, bisher beim Einsammeln der Waffen versagt zu haben. Präsident Gusmão dagegen begrüßte den Bericht als unabhängig und unparteiisch und forderte die Regierung auf, die Empfehlungen des Berichts zu überprüfen. Von den internationalen Truppen befürchtete Ausschreitungen aufgrund des Berichts blieben aus. Die Sorge gründete sich darauf, dass die osttimoresischen Streitkräfte immer noch loyal zum beschuldigten Taur Matan Ruak standen. Außerdem blieb Alkatiri weiterhin Generalsekretär der FRETILIN und führte sie auch bei den anstehenden Wahlen im April 2007 an. Ramos-Horta erklärte, er würde weiterhin hinter Brigadegeneral Taur Matan Ruak stehen. Er habe volles Vertrauen in Taur Matan Ruak und seine Führungsqualitäten.
Nach Kämpfen in der Nähe des Flughafens Dili am 25. Oktober wurde er aus Sorge um die Sicherheit der Mitarbeiter für einen Tag geschlossen. Die australische Regierung warnte, dass die Banden nun gezielt Jagd auf australische Sicherheitskräfte und ihre Fahrzeuge machen würden. Anti-australische Parolen, wie Aussies go home, würden gerufen.
Im Oktober waren insgesamt zwölf Tote durch Bandenkämpfe und über 50 Verletzte zu beklagen. Unter den Verletzten waren auch zwei Australier und ein chinesischer Staatsangehöriger. Eine osttimoresische Zeitung meldete zwischenzeitlich, australische Soldaten seien für den Tod zweier der Opfer verantwortlich. Zudem seien die Australier für das neuerliche Aufflammen der Kämpfe verantwortlich. Brigadegeneral Taur Matan Ruak verlangte daraufhin eine genaue Untersuchung, warum die Unruhen trotz der australischen Truppen weitergingen. Der neue Kommandant der australischen Truppen in Dili, Brigadegeneral Mal Rerden, und Premier Howard wiesen die Vorwürfe zurück.

## Nachwehen und Folgen der Unruhen

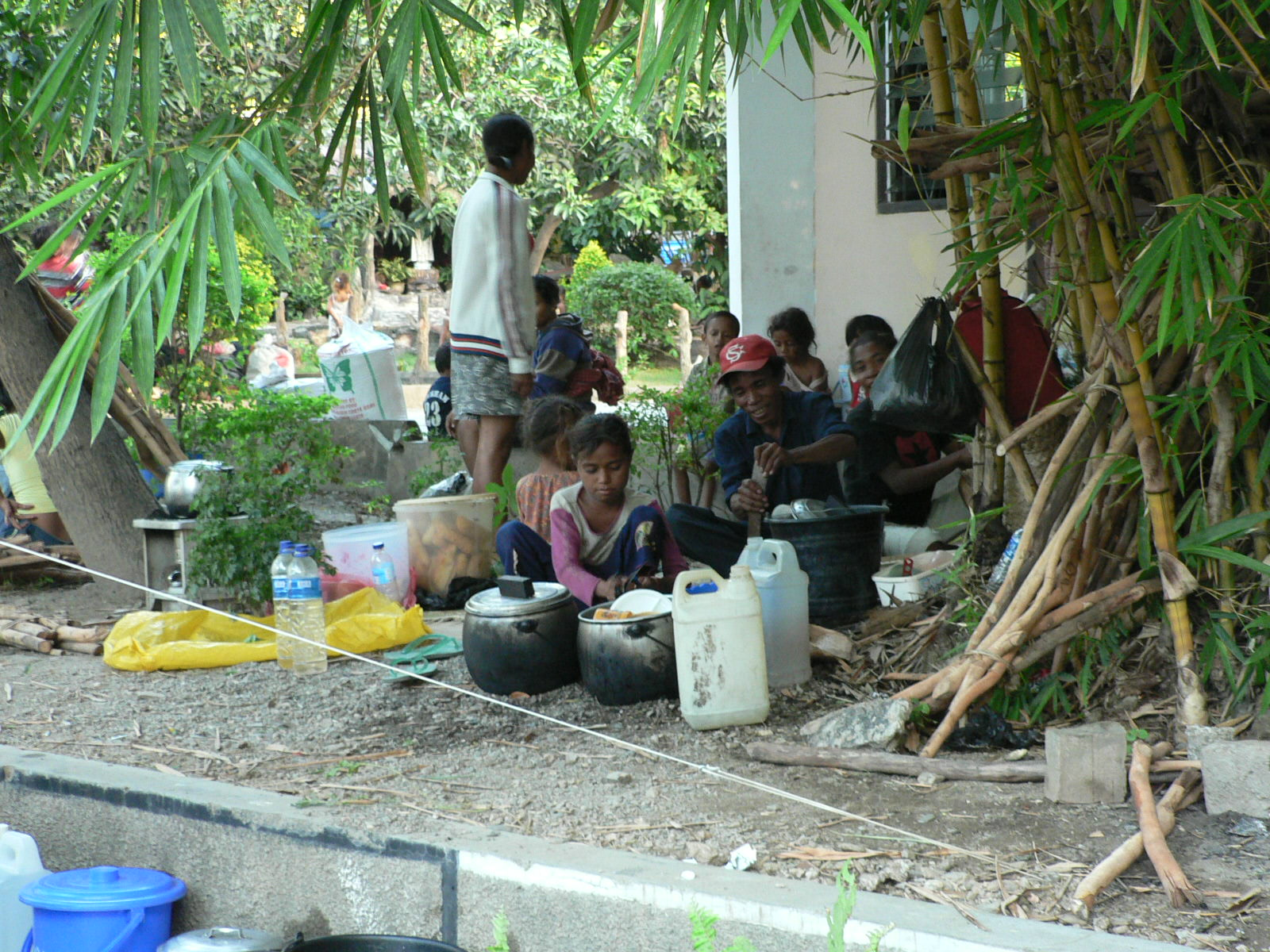
Flüchtlingslager in Balide, Dili 2006

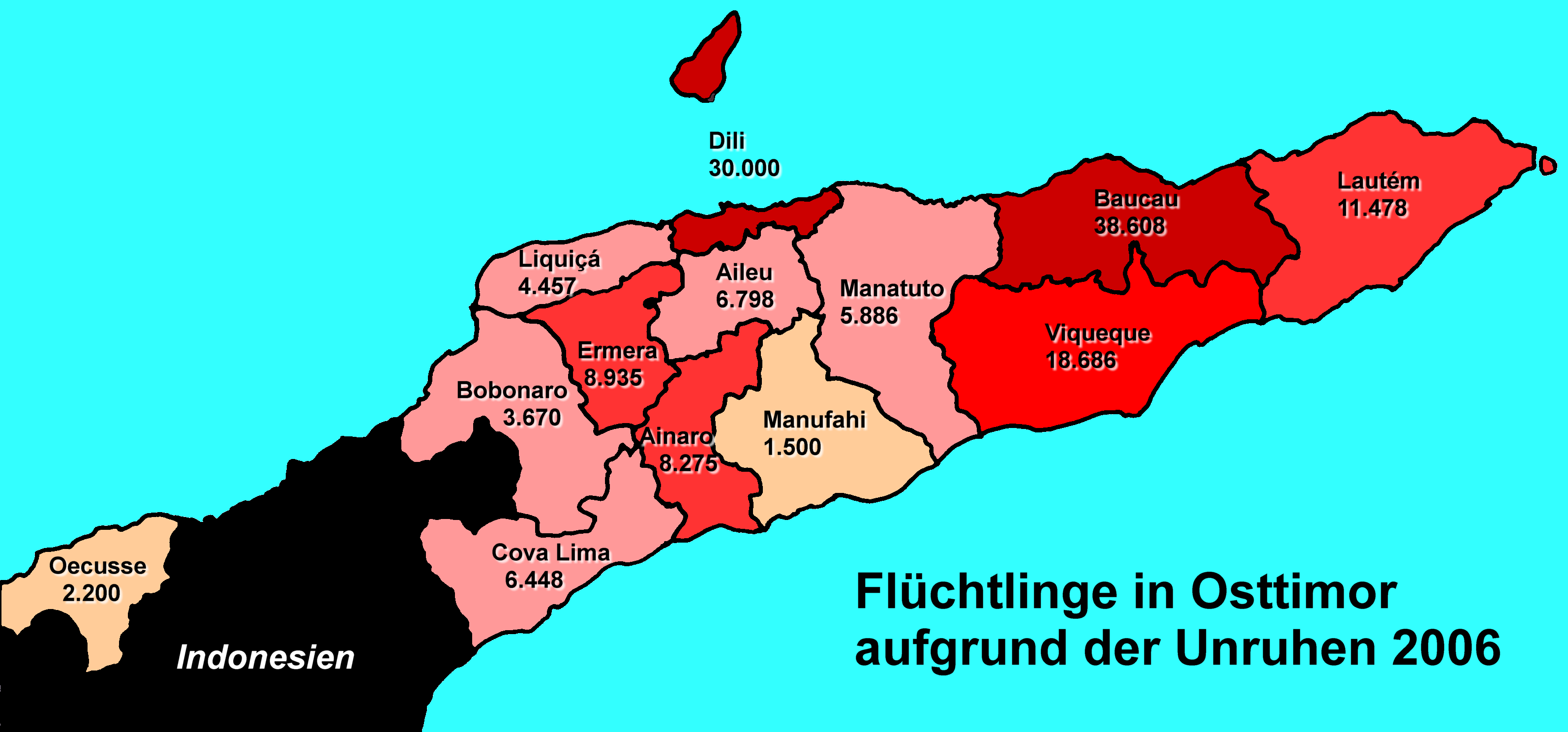
Binnenflüchtlinge in den Distrikten aufgrund der Unruhen

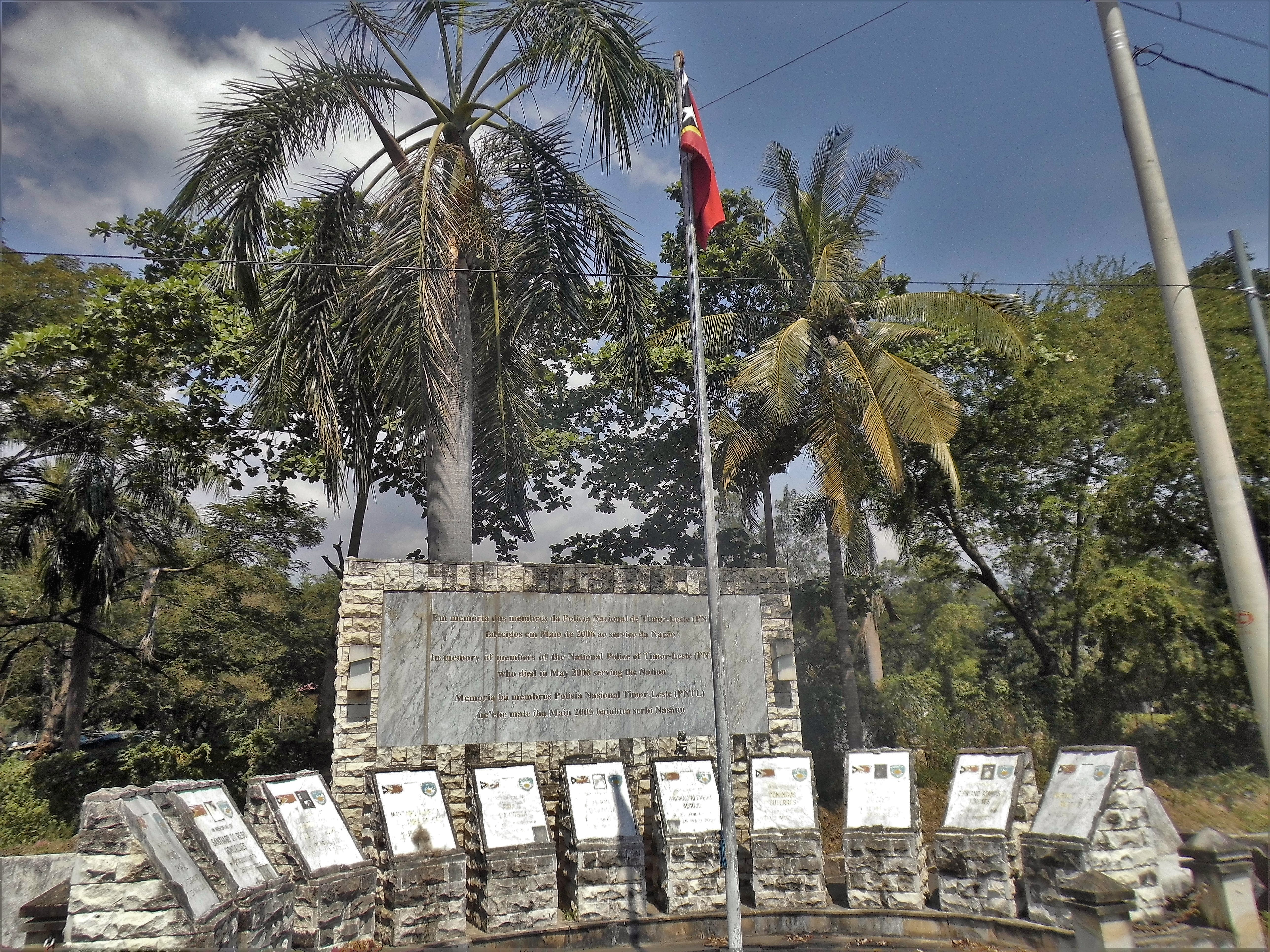
Denkmal für die bei den Unruhen von 2006 getöteten Polizisten

Ein Vertreter der Regierung Osttimors berichtete von Drogenmissbrauch bei den Randalierern. Vor den Kämpfen würde vor Ort selbst produziertes Methamphetamin (Crystal Meth) konsumiert. Der Chef der australischen Polizisten in Dili, Australian Federal Police Commander Steve Lancaster, widersprach: Alkohol sei das größere Problem. Bereits drei Tage vorher hatten die UN Vermutungen geäußert, dass die Unruhen organisiert und die jugendlichen Randalierer mit Alkohol und anderen Drogen vollgepumpt würden. Wer dahinterstecke, müsse aber erst noch ermittelt werden.
Am 9. November erklärte Premierminister Ramos-Horta, die schlimmste Phase der Gewalt sei vorbei, er bitte aber die ausländischen Truppen, weiterhin in Osttimor zu bleiben. Anfang 2008 lebten noch 30.000 Menschen in Dili in Flüchtlingscamps, in den anderen Distrikten des Landes waren es noch insgesamt 70.000. Seitdem die Regierung die Lebensmittelhilfen für die Flüchtlinge eingestellt hatte und jeder rückkehrenden Familie 1.500 bis 4.500 US-$ anbot, nahm ihre Zahl deutlich ab. Seit Ende 2007 funktionierte die Stromversorgung der Hauptstadt wieder verhältnismäßig reibungslos.
Im November kam es aber in Estado (Distrikt Ermera) und Maubisse zu schweren Zwischenfällen, bei denen sieben Menschen starben. Darin verwickelt waren die Colimau 2000 – eine Organisation, die von ehemaligen im Untergrund arbeitenden Jugendaktivisten gegründet wurde – und der Perguruan Setia Hati Terate (PSHT) Martial Arts Club.
Am 6. Dezember wurde der Inder Atul Khare von Kofi Annan zum neuen UN-Sondergesandten und Chef der UNMIT ernannt.
Im Laufe des Dezembers kam es noch zu weiteren tödlichen Zusammenstößen der Banden und zu Morden in Dili, bei denen vier Menschen starben. Mit Beginn der Weihnachtszeit jedoch beruhigte sich die Lage. Seitdem kam es alle paar Monate wieder zu kleineren Höhepunkten von Gewalt, bei denen einzelne Opfer zu beklagen waren.
Am 7. März 2007 wurde Ex-Minister Rogerio Lobato nach einem Gerichtsverfahren zu siebeneinhalb Jahren Gefängnis verurteilt. Am 9. August erhielt er aufgrund von Problemen mit der Prostata und dem Herzen von Generalstaatsanwalt Longuinhos Monteiro die Erlaubnis, nach Malaysia zu fliegen. Begründet wurde dies mit dem in der Verfassung festgeschriebenen Recht auf medizinische Versorgung. Die Regierung sah sich unter Hinweis auf die Unabhängigkeit der Justiz nicht in der Lage, die Entscheidung des zuständigen Gerichts zu revidieren. Die Justizministerin und Cousine Rogérios Lúcia Lobato wurde daher in der Öffentlichkeit kritisiert. Am 21. August wurde Rogério Lobato in Kuala Lumpur operiert. Am 26. Mai 2010 kehrte Lobato nach Osttimor zurück. In das Gefängnis musste er nicht mehr, nachdem seine Haftstrafe durch Begnadigung gekürzt wurde.
Am 25. Mai 2007 enthüllte der neu gewählte Präsident José Ramos-Horta für jeden der elf bei den Unruhen getöteten Polizisten je eine Gedenktafel am Justizministerium. Er nannte die damaligen Unruhen eine Schande. Jede Partei solle sich nochmal vor Augen führen, was damals geschah. Dies sei wichtig, um zu verhindern, dass so etwas nochmals passiert. Für den Tod der Polizisten wurden am 29. November 2007 vier Soldaten zu Gefängnisstrafen zwischen zehn und zwölf Jahren verurteilt.
Am 4. Oktober 2007 wurde Commander Railos im Zusammenhang mit der Aufstellung der Miliz und den folgenden Kämpfen verhaftet.

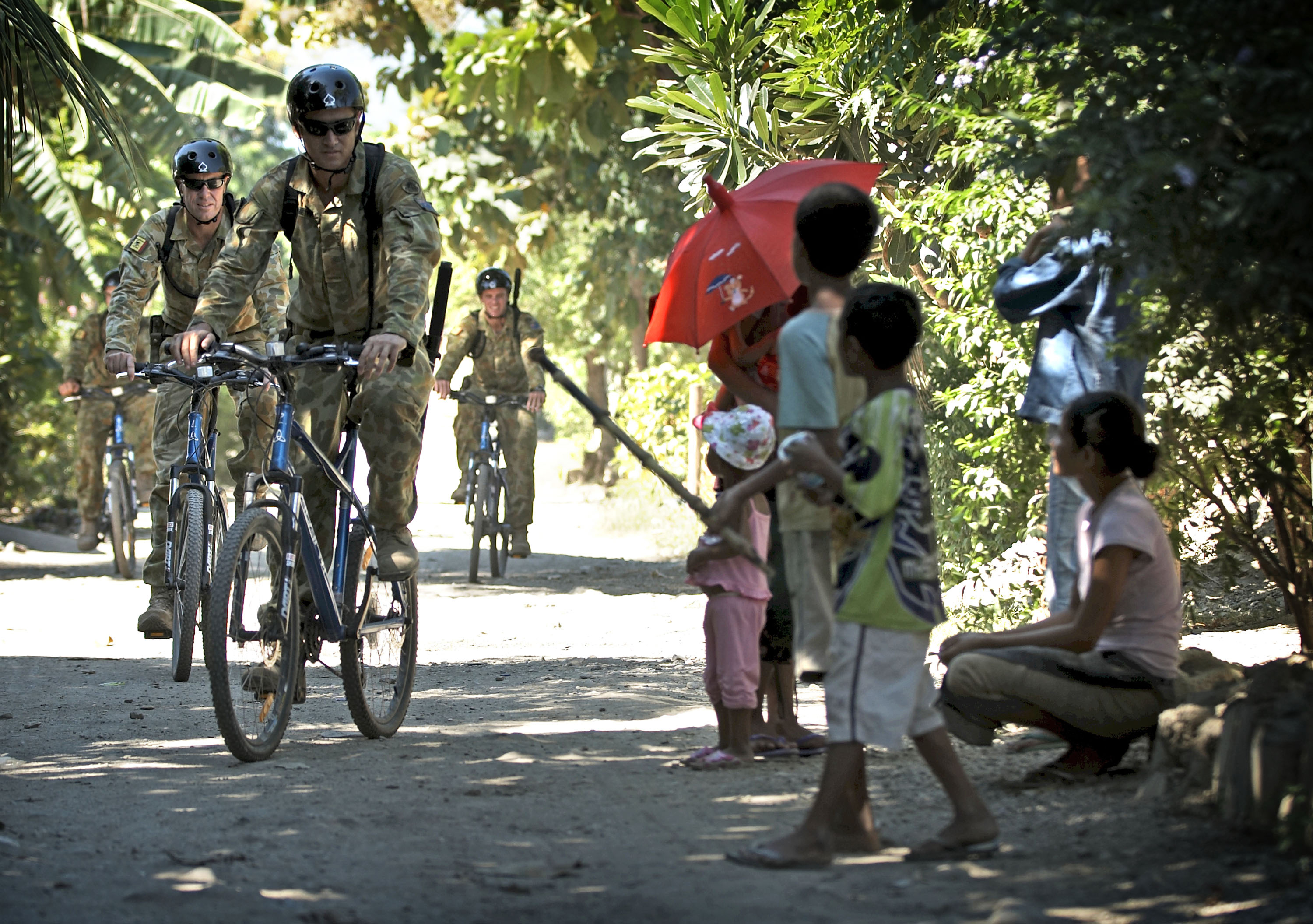
ISF-Soldaten auf Patrouille auf dem Fahrrad (2009)

In Dili kam es noch mehrere Monate lang weiter zu Kämpfen zwischen verschiedenen Straßenbanden. Die UNMIT führte daher in Dilis Suco Bairro Pite im November 2007 eine Waffensammlung durch, bei der Pfeil und Bogen, Macheten, Messer, Steinschleudern, Speere und selbstgebaute Schusswaffen beschlagnahmt wurden. Die UNMIT nannte die „Operation Weapons Sweep“ einen Erfolg.
Rebellenführer Reinado war bis 2008 weiterhin auf der Flucht. Er weigerte sich, sich zu ergeben. Er drohte, australische Soldaten zu töten, falls sie versuchen sollten, ihn zu verhaften. Am 22. November führten die meuternden Soldaten eine Militärparade in Gleno durch, mit der sie deutlich machen wollten, dass sie sich immer noch als Teil der F-FDTL fühlten. Sie forderten damit die Wiederaufnahme in die Verteidigungskräfte. Reinado drohte vor 500 Zuschauern, er würde die Nation wieder destabilisieren und seine „Soldaten runter nach Dili führen“. Am 11. Februar 2008 verübten Reinado und seine Männer Attentate auf Präsident Ramos-Horta und Premierminister Gusmão. Ramos-Horta wurde schwer verletzt, Gusmão entkam unverletzt. Reinado wurde in einem Feuergefecht erschossen. Die Rebellenbewegung brach daraufhin im Laufe der nächsten Wochen zusammen. Die Mitglieder begaben sich entweder in Regierungsgewahrsam oder wurden verhaftet.
Nach den Präsidentschafts- und Parlamentswahlen 2012 verließen ISF und UNMIT Osttimor im Dezember endgültig.

## Verschwörungstheorien

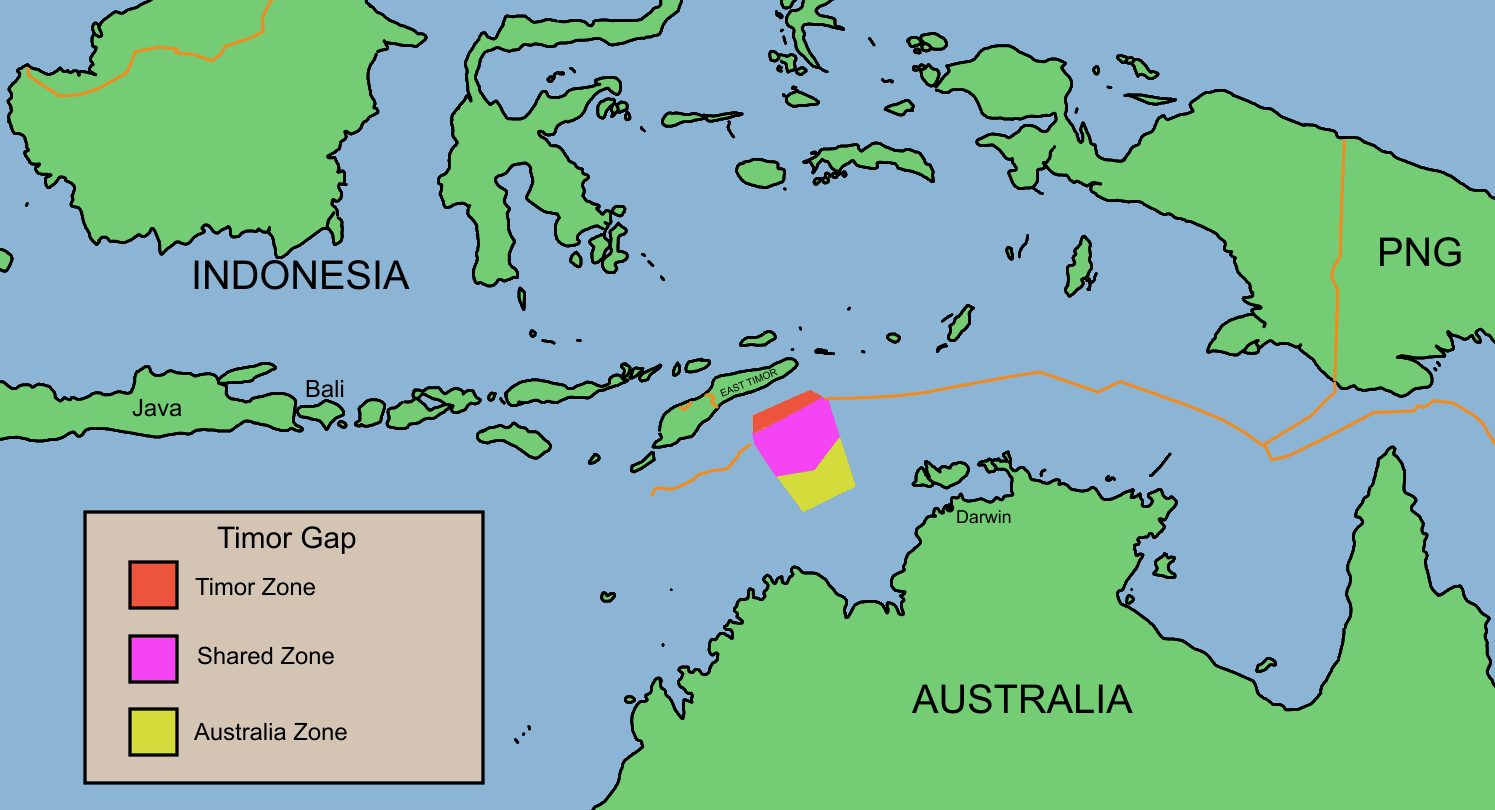
Verteilung der Erdölvorkommen zwischen Osttimor und Australien

Nach seiner Vereidigung als Premierminister erklärte Ramos-Horta, er wolle dafür sorgen, dass die Ratifizierung des Vertrages über die Aufteilung der Nutzung der Erdöl- und Erdgasfelder (CMATS-Treaty) möglichst schnell durchgeführt werde. Sein Vorgänger Alkatiri hatte dies verzögert, weil sich Teile der FRETILIN übervorteilt sahen. Alkatiri hatte zudem, zum Unmut Australiens, die Ausbeutung der osttimoresischen Felder in Kooperation mit chinesischen Unternehmen organisieren wollen. Auch sein Regierungsstil wurde als autoritär bezeichnet. Ängste kamen auf, dass Alkatiri Osttimor zu einem totalitären Einparteienstaat machen wolle. Dies sollte angeblich mit Hilfe einer Miliz geschehen, die Alkatiri gegen die rebellierenden Soldaten ausgerüstet haben soll – ähnlich wie 1975, als die FRETILIN die UDT nach deren Putschversuch besiegte und deren Mitglieder entweder vertrieb oder umbrachte. Kubanische Ärzte, die in dem Ruf standen, sich besonders um die Bevölkerung in den Dörfern zu kümmern, erweckten zusätzliches Misstrauen. Andererseits wurde berichtet, dass unter den rebellierenden Kaladi viele ehemalige pro-indonesische Kollaborateure seien.
Der Sydney Morning Herald berichtete, dass Australien entgegen anderen Aussagen den Ausbau seiner militärischen Präsenz in Osttimor plane. So solle dort ein moderner Militärstützpunkt für 3.000 Mann errichtet werden. Die hohen Kosten dafür widersprächen der angestrebten Nutzungsdauer von nur 15 Monaten. Auch die USA sollten Nutzungsrechte für den Stützpunkt erhalten. Stimmen aus der australischen Presse forderten die Aufklärung der Vorgänge in Osttimor, da sich langsam Verschwörungstheorien breitmachten. Der Journalist John Martinkus behauptete nach Recherchen in Osttimor in The Age, dass es sich bei den Unruhen in Osttimor um eine „organisierte, instrumentalisierte Kampagne“ handle mit dem Ziel, die Regierung zu stürzen, zumal der Vorwurf gegen Alkatiri, Todesschwadronen aufgestellt zu haben, zuerst in der australischen Presse veröffentlicht wurde.
Alkatiri behauptete, ausländische Offiziere aus dem Westen hätten versucht, einen Staatsstreich gegen ihn zu organisieren, weil er zu unabhängig gewesen sei und Australiens Interessen im Öl- und Gasfeld gestört habe. Ob diese Offiziere Amerikaner oder Australier seien, wäre nicht klar, sagte Alkatiri, aber sie hätten Englisch gesprochen. Australiens Premier Howard habe ihn auch zum Rücktritt gedrängt. Alkatiri kritisierte auch die Rolle der katholischen Kirche und Präsident Gusmãos bei seiner Absetzung. Ramos-Horta bezeichnete es als absoluten Unsinn, dass Australien daran beteiligt gewesen sein soll, Alkatiri aus dem Amt zu drängen. Auch von der portugiesischen Regierung wurden Vorwürfe laut, Australien hätte sich in die inneren Angelegenheiten Osttimors eingemischt.
Dem gegenüber gab es Gerüchte, dass die Botschaft der Volksrepublik China eine Rolle während der Proteste gegen Alkatiri gespielt habe. Alkatiri zog sich mehrmals auf das Gelände der Botschaft zurück, als er von seinem politischen Gegner bedrängt wurde.